# Великобритания во Второй мировой войне
Великобритания, участвовала во Второй мировой войне на стороне Союзников с самого её начала 1 сентября 1939 года, (3 сентября 1939 года Великобритания объявила войну и до её конца 2 сентября 1945 года.)

## Политическая ситуация накануне войны

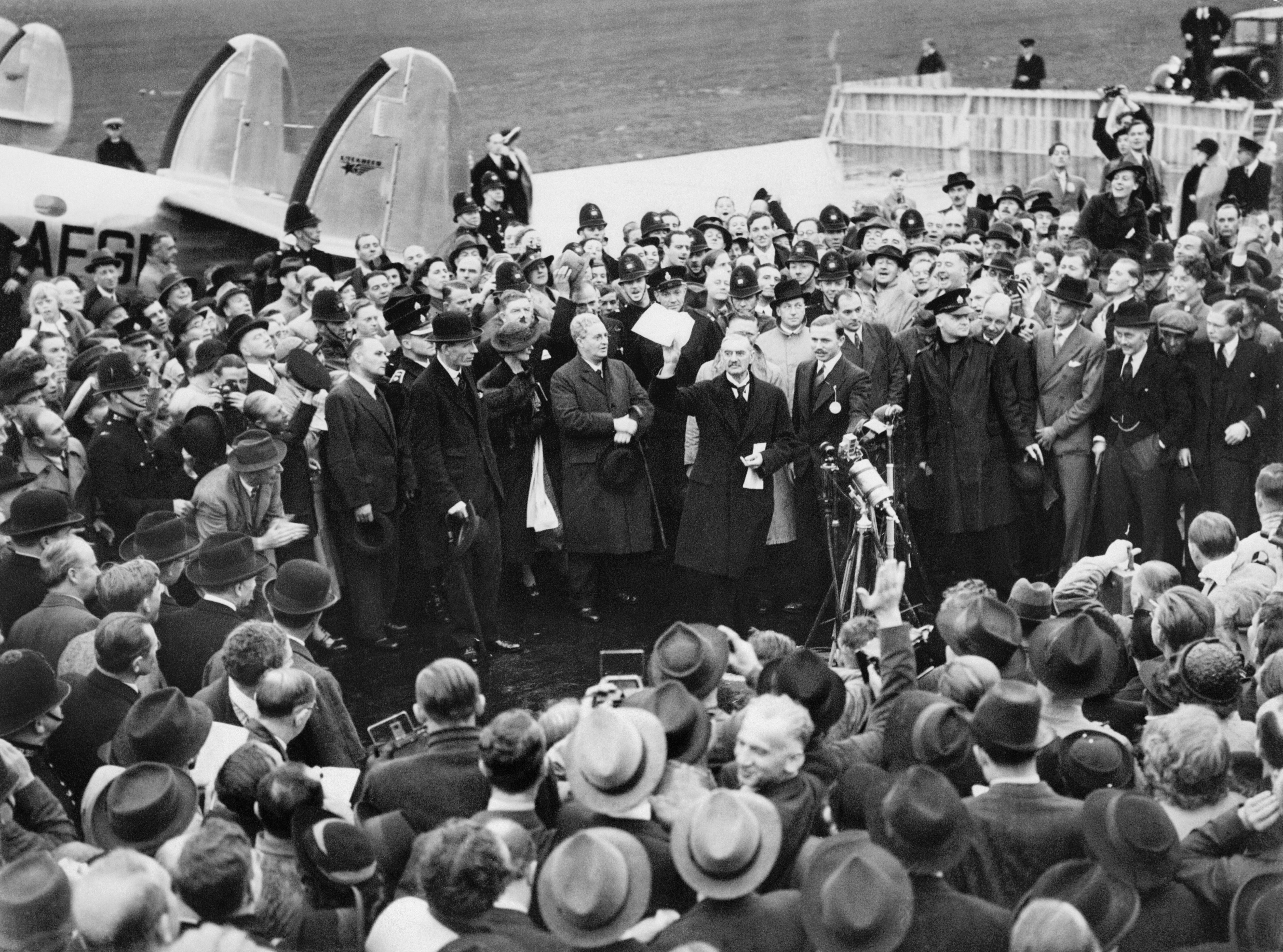
Мюнхенское соглашение (1938 год): Невилл Чемберлен привёз Великобритании «мир на все времена»

Великобритания была одним из творцов международной политической системы после Первой мировой войны. В то же время, как сильнейшая европейская «великая держава», Великобритания традиционно стремилась сохранять паритет сил на континенте, попеременно поддерживая те или иные страны. Новая полномасштабная война на европейском континенте была для Великобритании крайне нежелательна как с экономической[почему?], так и с политической точек зрения.
В 1933 году к власти в Германии пришла Национал-социалистическая немецкая рабочая партия, одним из основных лозунгов которой был реванш за поражение в Первой мировой войне. Параллельно происходила форсированная индустриализация и милитаризация СССР. Считая «советскую угрозу» достаточно серьёзной, во второй половине 1930-х годов британское правительство Невилла Чемберлена шло на уступки нацистской Германии, что вело к её усилению в качестве «противовеса» СССР. В июне 1935 года было заключено англо-германское морское соглашение, которое позволяло Германии начать строительство современного военно-морского флота в нарушение ограничительных статей Версальского договора, при этом Великобритания не поставила в известность своих союзников (в частности, Францию и Италию). Предполагалось, что усилившаяся Германия останется под контролем «великих держав» и, в первую очередь, Великобритании. Вершиной этой политики стало Мюнхенское соглашение (1938 год).
Нарушение Германией Мюнхенского соглашения, раздел и захват Чехословакии в марте 1939 года (в котором на стороне Рейха выступила традиционная союзница Франции Польша) означали крах британской внешней политики — Германия вышла из-под контроля «великих держав» и становилась доминирующей силой в Центральной и Восточной Европе.
Тем не менее, после оккупации Чехословакии, в марте 1939 года более 2 тысяч золотых слитков стоимостью 5,6 млн фунтов стерлингов, находившихся в Лондоне, были переданы со счёта Национального банка Чехословакии на счёт в Банке международных расчётов (Bank for International Settlements), управляемый от имени Рейхсбанка.
19 марта 1939 года СССР заявил о непризнании раздела Чехословакии и непризнании аннексии Чехии Германией. 31 марта 1939 года Чемберлен объявил в британском парламенте о предоставлении Польше, служившей буфером между СССР и Германией, гарантий неприкосновенности. 7 апреля 1939 года, после нападения Италии на Албанию, Великобритания также предоставила гарантии Греции и Румынии. Предполагалось, что это должно было уменьшить напряжённость в Восточной Европе, однако в реальности предоставление гарантий достигло противоположных целей.
В августе 1939 года был подписан Договор о ненападении между Германией и Советским Союзом, ставший полной неожиданностью для Великобритании. Секретные протоколы договора предполагали раздел Восточной Европы между СССР и Германией, в том числе Польши, которой Великобритания ранее гарантировала безопасность. Это означало крах всей британской внешней политики в Европе и поставило империю в крайне сложное положение.
Оказавшись перед фактом нападения Германии на Польшу, Великобритания совместно с Францией пошли на объявление войны Германии в соответствии с подписанными гарантиями.

## Военные приготовления Соединённого Королевства и империи
Великобритания была преимущественно морской державой с мощным военно-морским флотом. Основой её стратегии в европейских войнах было наличие одного, а лучше нескольких союзников на континенте, которые бы несли основную тяжесть войны на суше. В то же время, Великобритания не обладала мощными сухопутными войсками.
Всего армия в метрополии к началу войны насчитывала 897 000 человек, вместе с колониями сухопутные войска составляли 1 261 200 человек. К началу войны в метрополии имелось 9 регулярных и 16 территориальных дивизий и 8 пехотных, 2 кавалерийские и 9 танковых бригад.
Индо-британская армия (стратегический резерв Британской империи) имела в своём составе 7 регулярных дивизий и значительное количество отдельных бригад.
С 1938 года основное внимание стали уделять развитию авиации, перед которой была поставлена задача обороны страны с воздуха. К началу войны в метрополии имелось 78 эскадрилий (1456 боевых самолётов, из них 536 бомбардировщиков), большую часть парка составляли современные машины.
Согласно докладу комитета начальников штабов в феврале 1939 года, стратегически наиболее важными задачами были признаны защита Египта и Суэцкого канала, Индии, а также рекомендовалось направить дополнительные силы флота на Дальний Восток.
Летом 1939 года было создано командование на Среднем Востоке (театр военных действий включал в себя район от Северной Африки до Ирака), для которого было выделено 2 пехотные и 1 бронетанковая дивизии. Командование возглавил генерал А. Уэйвелл.
Ядро линейного флота Великобритании составляли прошедшие модернизацию достаточно удачные линкоры времён Первой мировой войны типа Queen Elizabeth (5 штук) и их упрощённая версия линкоры типа R (5 штук). Вместе с тем, во флоте имелись более современные линкоры послевоенной постройки. В строю также находились авианосцы: «Аргус», «Корейджес», «Глориес», «Фьюриес», «Игл», «Гермес», «Арк Ройал». На стапеле было шесть авианосцев типа «Илластриес».
Накануне войны генеральные штабы Великобритании и Франции согласовали некоторые вопросы сотрудничества в случае войны с Германией и Италией. Планирование операций сухопутных войск возлагалось на Францию, которая выделяла основные сухопутные силы; Великобритания направляла во Францию 4 дивизии, которые составили Британские экспедиционные силы (БЭС). Командующим БЭС в случае начала войны становился начальник Имперского Генерального штаба генерал Дж. Горт.
Однако единого англо-французского союзного командования перед войной создано не было.

## Период неудач

### «Странная война»
1 сентября 1939 года Германия напала на Польшу (см. Польская кампания). В этот же день правительство Н. Чемберлена направило Германии ноту протеста, 3 сентября за ней последовал ультиматум, затем объявление войны Германии. Во Францию были направлены британские экспедиционные силы.
Однако всё время, пока германские войска были заняты на Востоке, в действиях против Польши, союзные англо-французские войска никаких активных боевых действий на суше и в воздухе не предпринимали. А быстрое поражение Польши сделало временно́й период, во время которого можно было заставить Германию воевать на два фронта, очень коротким.
В итоге переброшенные во Францию с сентября 1939 по февраль 1940 года Британские экспедиционные силы в составе 10 дивизий бездействовали. В американской печати этот период получил название «Странная война».
Немецкий военачальник А. Йодль позже утверждал:

«Если мы ещё в 1939 году не потерпели поражение, то только потому, что около 110 французских и британских дивизий, стоявших во время нашей войны с Польшей на Западе против 25 немецких дивизий, абсолютно бездействовали».

### Война на море

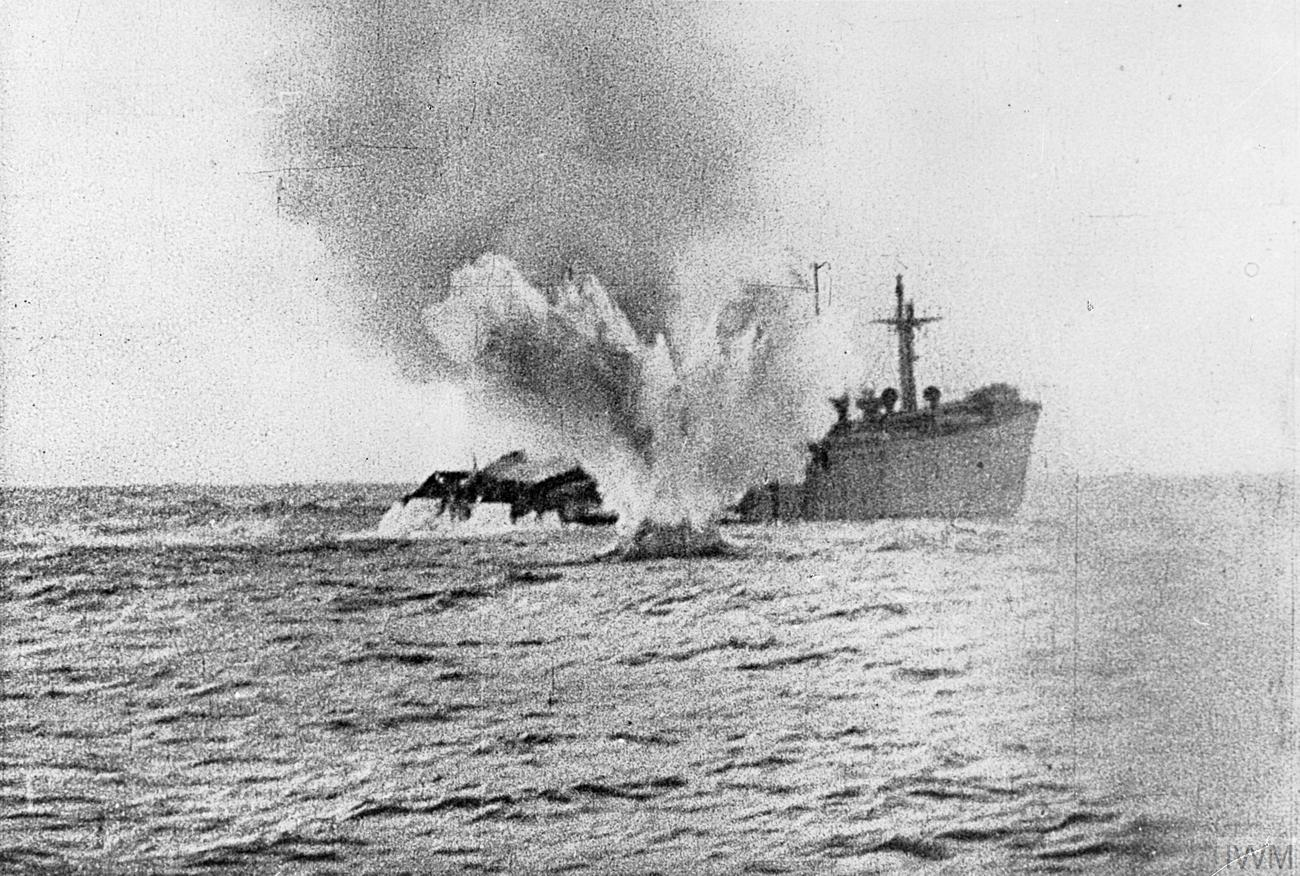
Корабль, торпедированный немецкой подлодкой

В то же время боевые действия на море начались сразу же после объявления войны. Уже 3 сентября был торпедирован и затонул британский пассажирский пароход «Атения». 5 и 6 сентября у берегов Испании были потоплены корабли «Босния», «Ройал Сетр» и «Рио Кларо». Великобритании пришлось ввести конвоирование судов. 17 сентября 1939 года германская подводная лодка U-29 потопила британский авианосец «Корейджес».
14 октября 1939 года германская подводная лодка U-47 под командованием капитана Прина потопила британский линкор «Ройал Оук», находившийся на стоянке в военно-морской базе Скапа-Флоу на Оркнейских островах.
Вскоре действия немецкого флота и авиации поставили под угрозу международную торговлю и само существование Великобритании.

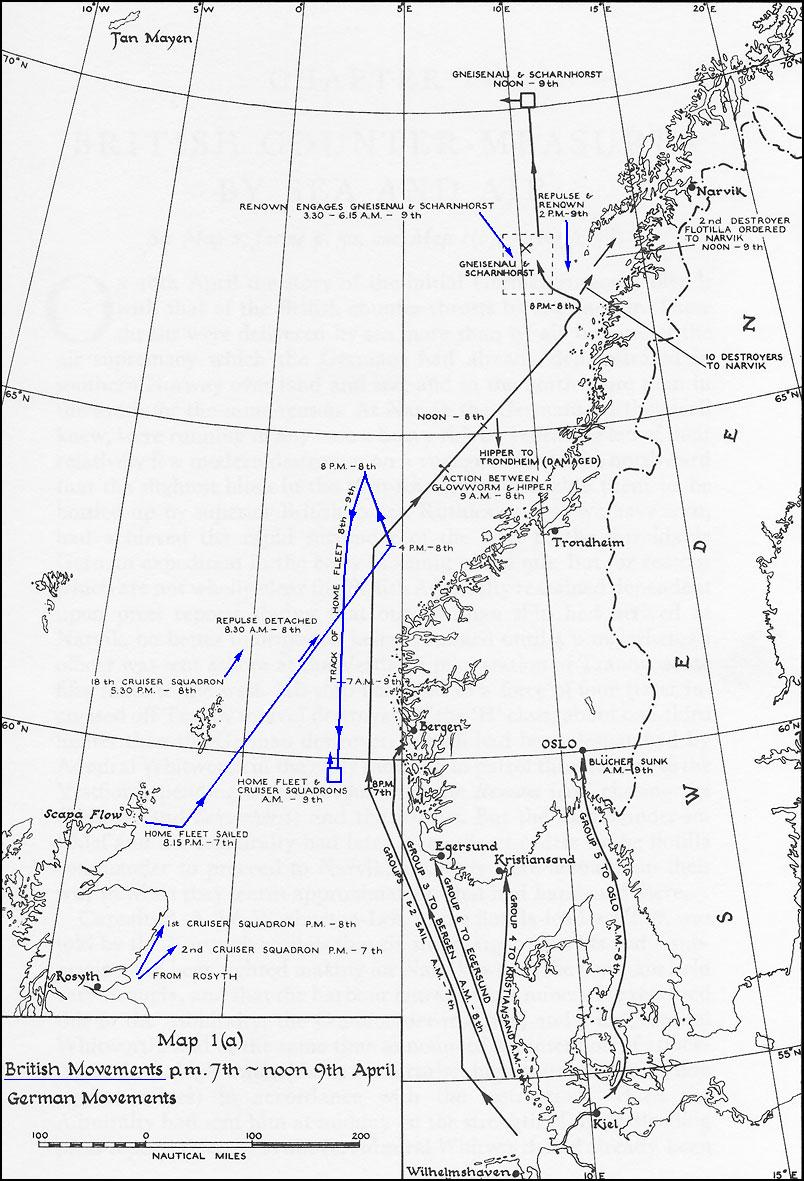
Передвижения флота, начиная с 7 апреля 1940 года

### Сражение за Скандинавию
Великобритания и Франция, установившие экономическую блокаду Германии, были заинтересованы в привлечении к этой блокаде максимального количества стран. Однако малые страны Европы, в том числе скандинавские, не спешили сближаться с воюющими сторонами. С начала войны в Европе скандинавские страны провозгласили нейтралитет. Попытки дипломатического давления не дали результатов, и военно-морские командования воюющих стран стали задумываться над подготовкой операций на севере Европы. Англо-французские союзники были заинтересованы в том, чтобы пресечь поставки в Германию шведской железной руды. Со своей стороны, командование германского военно-морского флота занялось изучением возможности занятия опорных пунктов в Норвегии и Северной Дании.
8 апреля 1940 года 4 британских эсминца поставили минное заграждение у входа в залив, ведущий к норвежскому порту Нарвик. Правительство Норвегии вручило Англии ноту протеста.
Но уже на следующий день, 9 апреля, Германия напала на Норвегию (до того она без сопротивления оккупировала Данию).
12 апреля Великобритания направила в поддержку норвежским войскам свои силы. Позже в Норвегию были направлены французские и польские войска. Однако вследствие нерешительности и несогласованности действий союзные англо-французско-польско-норвежские войска потерпели поражение и 8 июня 1940 года были эвакуированы из Норвегии.
Единственным положительным итогом сражения для Великобритании стали большие потери в Норвежской операции немецкого флота.

### Поражение Франции
Неудачи внешнеполитического курса привели к смене правительства. 10 мая 1940 года новым премьер-министром стал У. Черчилль. На случай вторжения германских войск на Британские острова 14 мая были созданы Местные добровольческие силы обороны.
В день назначения Черчилля на пост премьер-министра, 10 мая, началось вторжение германских войск во Францию, Бельгию и Нидерланды.
Прорыв немецкого бронетанкового клина через Арденны к Булони поставил союзные англо-французские силы в тяжёлое положение. 25 мая командующий Британскими экспедиционными силами генерал Дж. Горт принял решение отступить к морю и эвакуироваться в Англию. 27 мая британские войска начали эвакуацию с Дюнкеркского плацдарма, а к 4 июня эвакуация войск была закончена (см. Дюнкеркская операция). Оставшиеся во Франции британские войска (1-я английская бронетанковая дивизия, 51-я северо-шотландская дивизия и 52-я южно-шотландская дивизия, всего 150 тыс. человек) возглавил генерал А. Брук. Он сделал вывод, что положение безнадёжно. Вновь прибывшие силы (1-я канадская дивизия) были посажены обратно на корабли, а 15 июня британский экспедиционный корпус был выведен из подчинения французской 10-й армии, была начата его эвакуация.
16 июня новый французский премьер-министр маршал Петен направил Гитлеру просьбу о перемирии.

### Нейтрализация французского флота
После падения Франции перед Великобританией встала задача не позволить Германии поставить французский военный флот под свой контроль.
3 июля 1940 года Великобритания захватила французские корабли в своих портах. В этот же день французский флот был атакован британцами в Оране и некоторых других местах и понёс большие потери.
В ответ французское правительство Виши разорвало отношения с Великобританией.

### ПомощьСША
После поражения во Франции, Великобритания, по сути, лишилась сухопутной армии. Основные потери были понесены в тяжёлом вооружении. Начиная с июля 1940 года, в Великобританию стало поступать вооружение из США в большом количестве.
Англия нуждалась также в помощи в битве за Атлантику и была также вынуждена просить у США 50 старых эсминцев в обмен на аренду сроком в 99 лет военно-воздушных и военно-морских баз в Вест-Индии и на Ньюфаундленде.

### Ликвидация «пятой колонны»
В самой Великобритании существовали сторонники Гитлера, в частности, О. Мосли и Британский союз фашистов (БСФ).
В мае—июне 1940 года О. Мосли вместе с большинством руководителей БСФ был арестован, а в июле вся фашистская организация была объявлена вне закона.
В июле 1940 года немцы предприняли неудачную попытку захватить герцога Виндзорского (бывшего короля Эдуарда VIII, в 1936 году отрёкшегося от престола через несколько месяцев царствования в пользу своего брата Георга VI), известного своими симпатиями к Гитлеру (см. Операция «Вилли»). В случае оккупации Британских островов Гитлер всерьёз обсуждал возможность реставрации на троне лояльного герцога. Однако английская спецслужба предотвратила эту попытку. Герцог Виндзорский, проводивший время в Португалии, был посажен на британский военный корабль и отправлен на Багамские острова губернатором.

### Битва за Британию

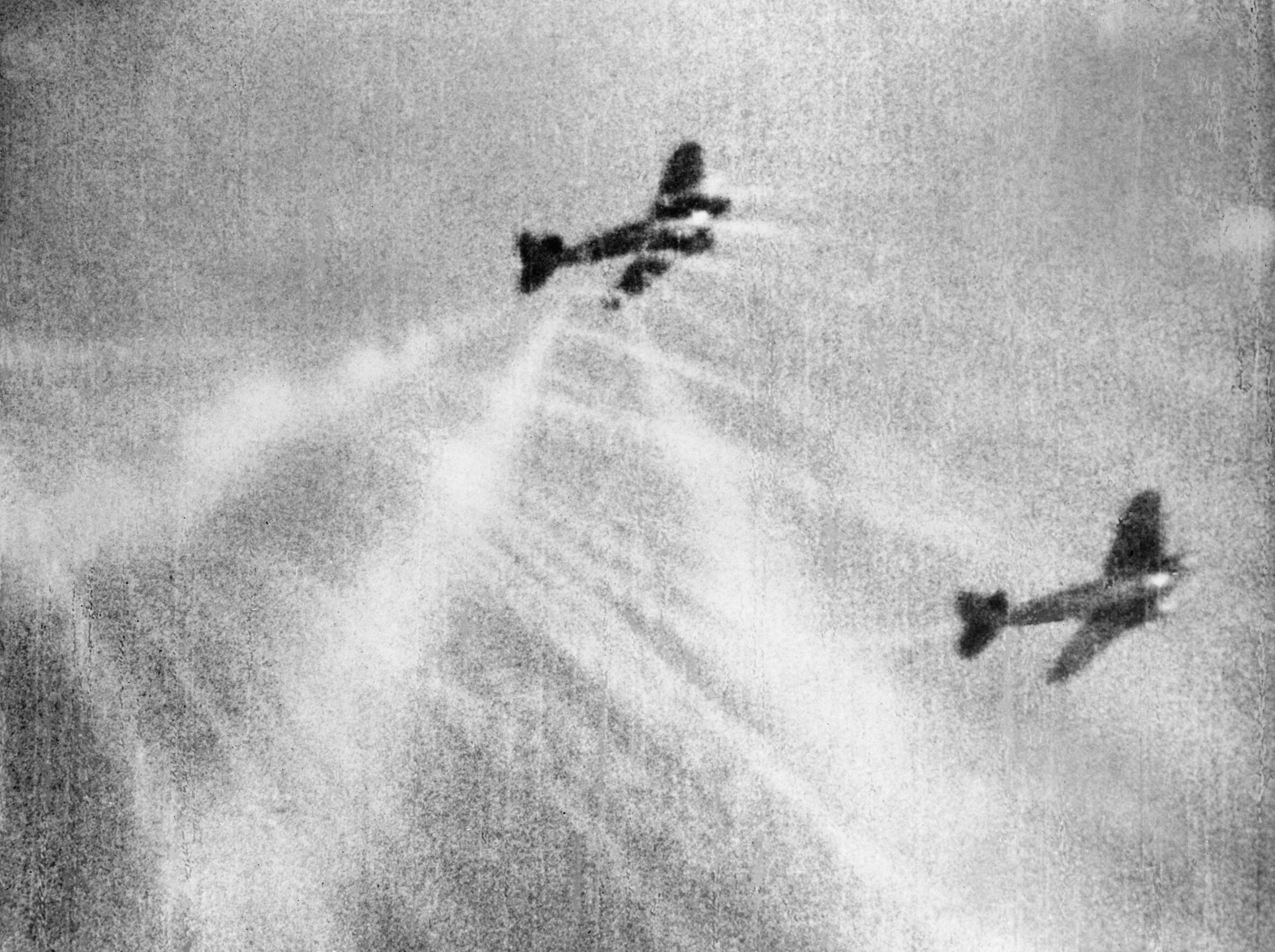
Воздушный бой в небе над Британией

Для Гитлера готовность британского правительства продолжать войну оказалась неожиданностью. Полагают, что после победы над Францией Гитлер рассчитывал добиться согласия британского правительства на компромиссный мир на благоприятных для Великобритании условиях. Видимо, он не хотел, чтобы конфликт с Великобританией привёл к серьёзным последствиям.
Поэтому Германия начала подготовку к высадке на Британские острова, только одержав победу во Франции. Основной предпосылкой к успеху операции «Морской лев» было завоевание господства в воздухе.
13 августа 1940 года начались массированные налёты немецкой авиации на Англию. Однако сопротивление британской авиации не было сломлено, и 17 сентября Гитлер отложил, а 12 октября отменил операцию «Морской лев».
Немецкая авиация продолжала атаковать британские города. 14-19 ноября немецкая авиация совершила разрушительные налёты на Бирмингем и Ковентри, 29 декабря был нанесён большой ущерб Лондону. Но эти атаки уже служили целью скрыть подготовку Германии к войне с СССР. Германское руководство приняло решение, что «если СССР будет разгромлен, Англия потеряет последнюю надежду».
16 мая 1941 года основные силы люфтваффе были отправлены на Восток для подготовки вторжения в СССР.

### На Среднем Востоке

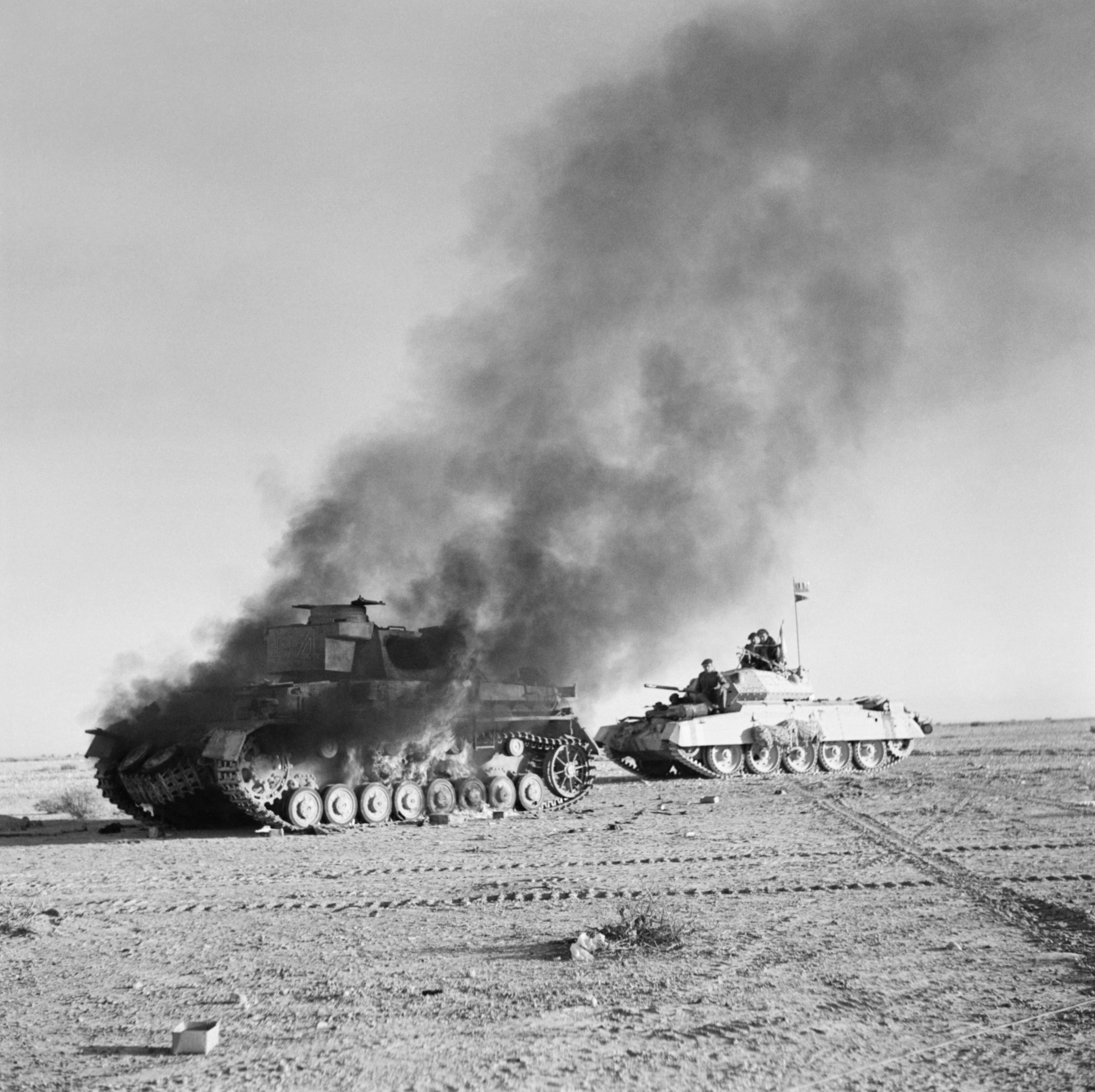
Танковое сражение между британцами и немцами в Северной Африке

Ещё 10 июня 1940 года Италия объявила войну Великобритании. Основные действия велись на Средиземном море и в Африке.
К этому времени в распоряжении генерала А. Уэйвелла в Египте было 50 тыс. человек. Итальянские колониальные войска насчитывали около 500 тыс. человек.
В начале июля 1940 года итальянские войска предприняли наступление в Восточной Африке, в августе 1940 года захватили Британское Сомали, продвинулись вглубь Кении и вышли на дальние подступы к столице Судана Хартуму.
Началась переброска британских войск в Африку. 9 июля 1940 года на пути от Мальты до Александрии произошло первое столкновение британского и итальянского флота, но в целом итальянский флот мало препятствовал британцам сосредотачивать силы в Африке.
13 сентября итальянские войска вторглись в Египет и стали продвигаться вдоль побережья Средиземного моря. Британские войска, не оказывая сопротивления, отошли к линии у Мерса-Матрух.
Тем временем, когда 28 октября 1940 года Италия напала на Грецию, британские войска взяли под контроль остров Крит.
11 ноября британская авиация нанесла удар по итальянскому флоту в Таранто и потопила 3 итальянских линкора.
9 декабря 1940 года началось британское наступление в пустыне у Сиди-Баррани. Итальянские войска потерпели тяжёлое поражение и были изгнаны из Египта. В январе 1941 года британские войска заняли Эритрею и продолжили наступление в Эфиопии.
Однако в феврале-марте 1941 года в Северную Африку прибыл немецкий экспедиционный корпус генерала Э. Роммеля. Кроме того, часть британских сил была отвлечена на операцию на Балканах. Всё это сместило чашу весов в Северной Африке на сторону держав Оси. 31 марта 1941 года германо-итальянские войска перешли в наступление, нанесли поражение англичанам у Эль-Агейлы и отбросили их к Египту.
1 апреля 1941 года началось восстание в Ираке под руководством сторонника нацистской Германии Гайлани. Только 31 мая британцам удалось восстановить контроль над страной, а к власти пришло новое, лояльное Великобритании правительство.

### Сражение за Балканы

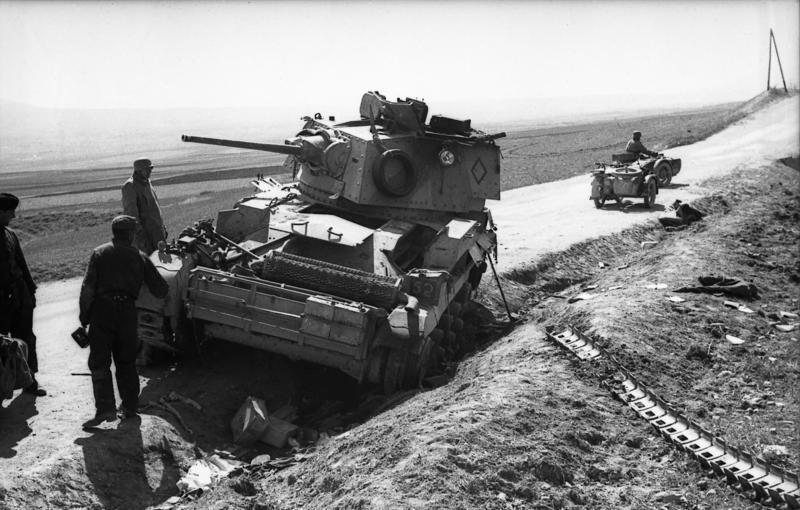
Подбитый британский танк в Греции

Черчилль вспоминал, что Великобритания стремилась «создать против неминуемого наступления немцев Балканский фронт, объединяющий Югославию, Грецию и Турцию… Нам показалось, что если бы по мановению нашей руки Югославия, Греция и Турция стали действовать совместно, то Гитлер либо временно оставил бы Балканы в покое, либо настолько бы увяз в схватке с нашими объединёнными силами, что на этом театре войны возник бы важный фронт…»
Английское командование приняло решение о переброске большей части Нильской армии с авиацией в Грецию; 7 марта в Грецию прибыли первые английские войска.
28 марта 1941 года в морском сражении у мыса Матапан с итальянским флотом господство английского флота было укреплено, что сделало переброску войск беспрепятственной.
Активность Великобритании на Балканах во многом способствовала смещению вектора агрессии Германии. 1 марта 1941 года немецкие войска вступили в Болгарию; они стали занимать исходные позиции для нападения на Грецию. 4 марта югославский принц Павел под нажимом Германии согласился последовать примеру Болгарии, а 25 марта правительство Югославии присоединилось к Стальному пакту. Однако 27 марта в результате военного переворота правительство было свергнуто, принц Павел был смещён с поста регента, союз Югославии с Германией был расторгнут.
Тогда 6 апреля немецкие войска напали на Югославию и Грецию. Югославские и греческие войска были разгромлены, 17 апреля Югославия капитулировала, 24 апреля за ней последовала Греция. Британские войска вынуждены были эвакуироваться в Египет и на остров Крит.
Греческий флот ушёл в Александрию и перешёл под контроль англичан.
20 мая 1941 года началась немецкая операция по захвату острова Крит. Британские войска понесли тяжёлое поражение, их остатки вынуждены были эвакуироваться, при этом большие потери понёс британский Средиземноморский флот.

## Военный союз с СССР и США

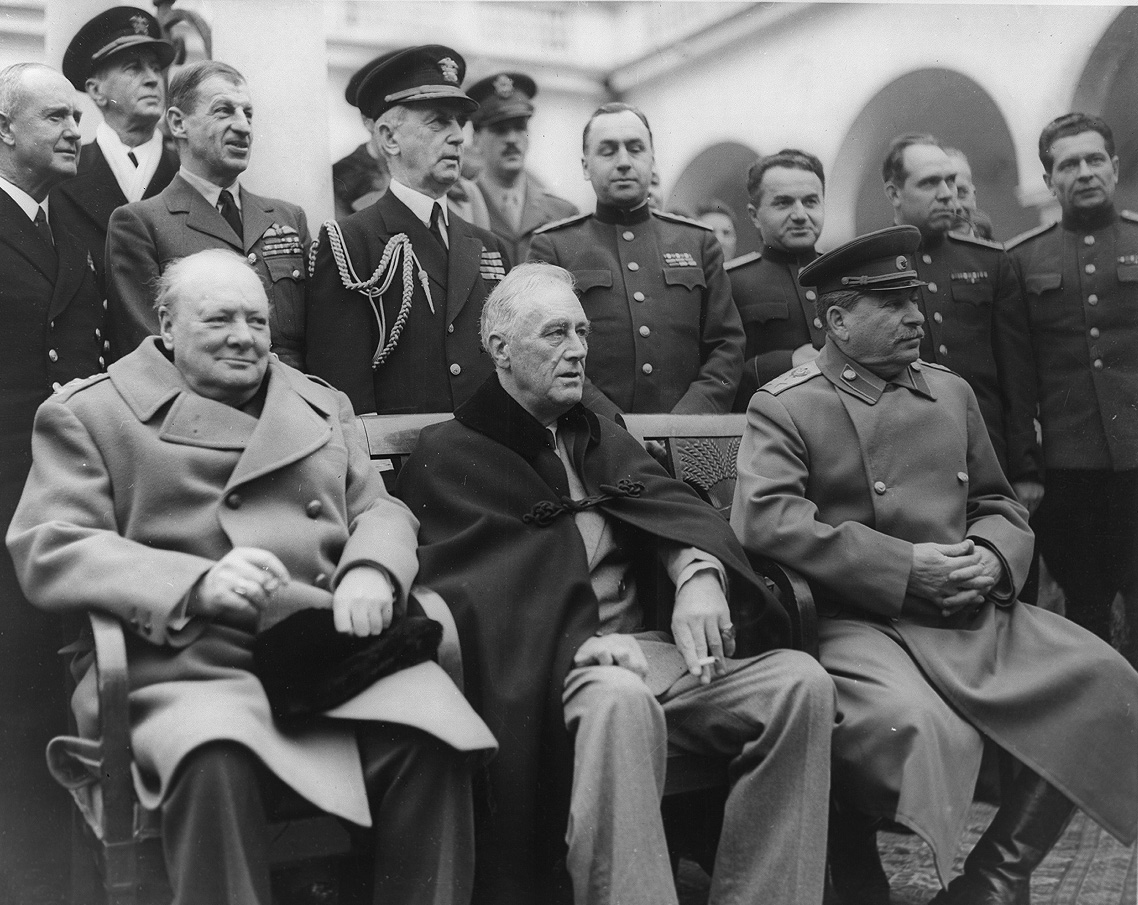
Черчилль, Рузвельт, Сталин на Ялтинской конференции. Февраль 1945

10 мая 1941 года заместитель фюрера Р. Гесс приземлился на парашюте в Великобритании. От имени фюрера он предложил заключить мир между Великобританией и Германией. Тяжёлое положение Великобритании, тем не менее, не заставило её пойти на уступки Германии и признать собственное поражение.
Продолжались ожесточённые бои по всему миру.
19 мая итальянские войска капитулировали в Эфиопии.
27 мая британскому флоту удалось потопить немецкий «Бисмарк» — грозу английских морских коммуникаций. 

8 июня объединённые силы британцев и «свободных французов» вступили в Сирию, к 12 июля Сирия оказалась под контролем Великобритании и войск «Свободной Франции». 

Однако предпринятое британцами в июне 1941 года наступление в Северной Африке завершилось неудачей.
Только две страны могли реально помочь Англии в её борьбе: США и СССР. 

Правительство США поддерживало Англию, однако всеми силами стремилось избежать участия в войне. 

11 марта 1941 года президент США Ф. Рузвельт подписал принятый Конгрессом закон о ленд-лизе. 18 апреля США объявили о расширении своей зоны безопасности в Атлантике, таким образом, оставаясь невоюющей стороной, начали патрулировать воды Западной Атлантики. Началось строительство американских баз в Гренландии, 7 июля 1941 года в зону ответственности США была включена Исландия, при этом американский гарнизон сменил британские войска.
Нападение Германии на СССР 22 июня 1941 года способствовало ослаблению давления на Великобританию. Уже в мае прекратились воздушное наступление на Англию, исчезла угроза вторжению немецких войск на Британские острова, облегчилось положение в Средиземноморье. 

Премьер-министр Англии У. Черчилль в тот же день сделал заявление:

«…мы окажем Советскому Союзу и советскому народу всю помощь, какую только сможем… Это не классовая война, а война, в которую втянуты вся Британская империя и Содружество наций… Если Гитлер воображает, будто его нападение на Советский Союз вызовет малейшее расхождение в целях или ослабление усилий великих демократий, которые решились уничтожить его, то он глубоко заблуждается. Напротив, это ещё больше укрепит и поощрит наши усилия спасти мир от его тирании… 

…Его вторжение в СССР — это лишь прелюдия к попытке вторжения на Британские острова… Поэтому опасность, угрожающая Советскому Союзу, — это опасность, грозящая нам и Соединённым Штатам…»
Однако военный союз с СССР Англия заключила только через год. 26 мая 1942 г. в Лондоне был подписан договор между СССР и Великобританией о союзе в войне против фашистской Германии и её сообщников в Европе и о сотрудничестве и взаимной помощи после войны. В договоре подчёркивалось, что обе стороны «обязуются не вступать ни в какие переговоры с гитлеровским правительством или любым другим правительством в Германии, которое ясно не откажется от всех агрессивных намерений, и не вести переговоров или не заключать перемирия или мирного договора с Германией или любым другим государством, связанным с ней в актах агрессии в Европе, иначе, как по взаимному согласию».
Великобритания получила нового союзника, который в дальнейшем понёс основную тяжесть войны на суше.

### Британская помощь СССР

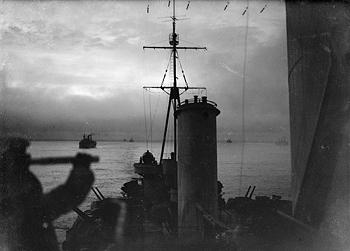
Крейсер «Шеффилд» сопровождает конвой

12 июля 1941 года в Москве было подписано советско-британское соглашение о совместных действиях в войне против Германии. 16 августа Великобритания предоставила СССР военный кредит. 31 августа в Архангельск прибыл первый британский конвой, а уже в сентябре первые британские самолёты приняли участие в боевых действиях на советско-германском фронте.

### Противоречия с США
Ослабление позиций Великобритании привело к естественному усилению позиций США на международной арене. Значительную напряжённость вызвало стремление американских кругов использовать поставки по ленд-лизу для ограничения британской мировой торговли. Британское правительство вынуждено было сделать заявление, что получаемые из США материалы не будут использоваться для производства товаров на экспорт.
Тем не менее, обстоятельства требовали совместных действий Великобритании и США. 14 августа 1941 года президент США Ф. Рузвельт и премьер-министр Великобритании У. Черчилль опубликовали совместное заявление о целях войны и принципах послевоенного устройства — так называемую Атлантическую хартию.

### ОккупацияИрана

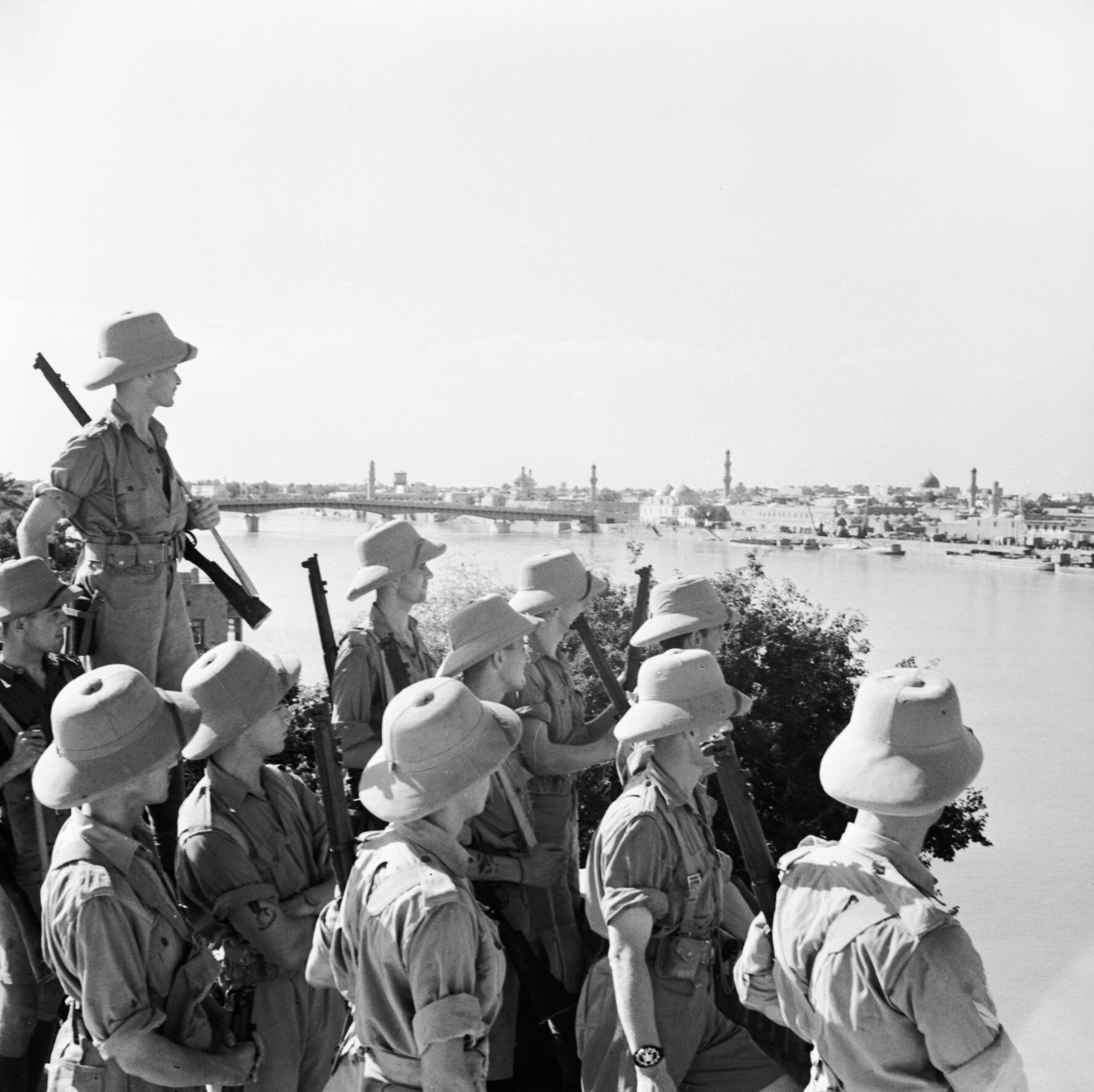
Британские солдаты в Багдаде после битвы

Для обеспечения контроля над Иранскими нефтяными промыслами, а также для создания прямого сообщения британских владений с СССР 17 августа 1941 года Великобритания и СССР представили ноту иранскому правительству относительно изгнания немецких агентов из страны. После отказа иранского правительства британские войска на юге и в центре страны и советские войска на севере 25 августа вторглись в Иран. 17 сентября был занят Тегеран; за день до этого шах Ирана отрёкся от престола в пользу своего сына и бежал из страны.
11 октября 1941 года аналогичную советско-британскую ноту получило правительство Афганистана.

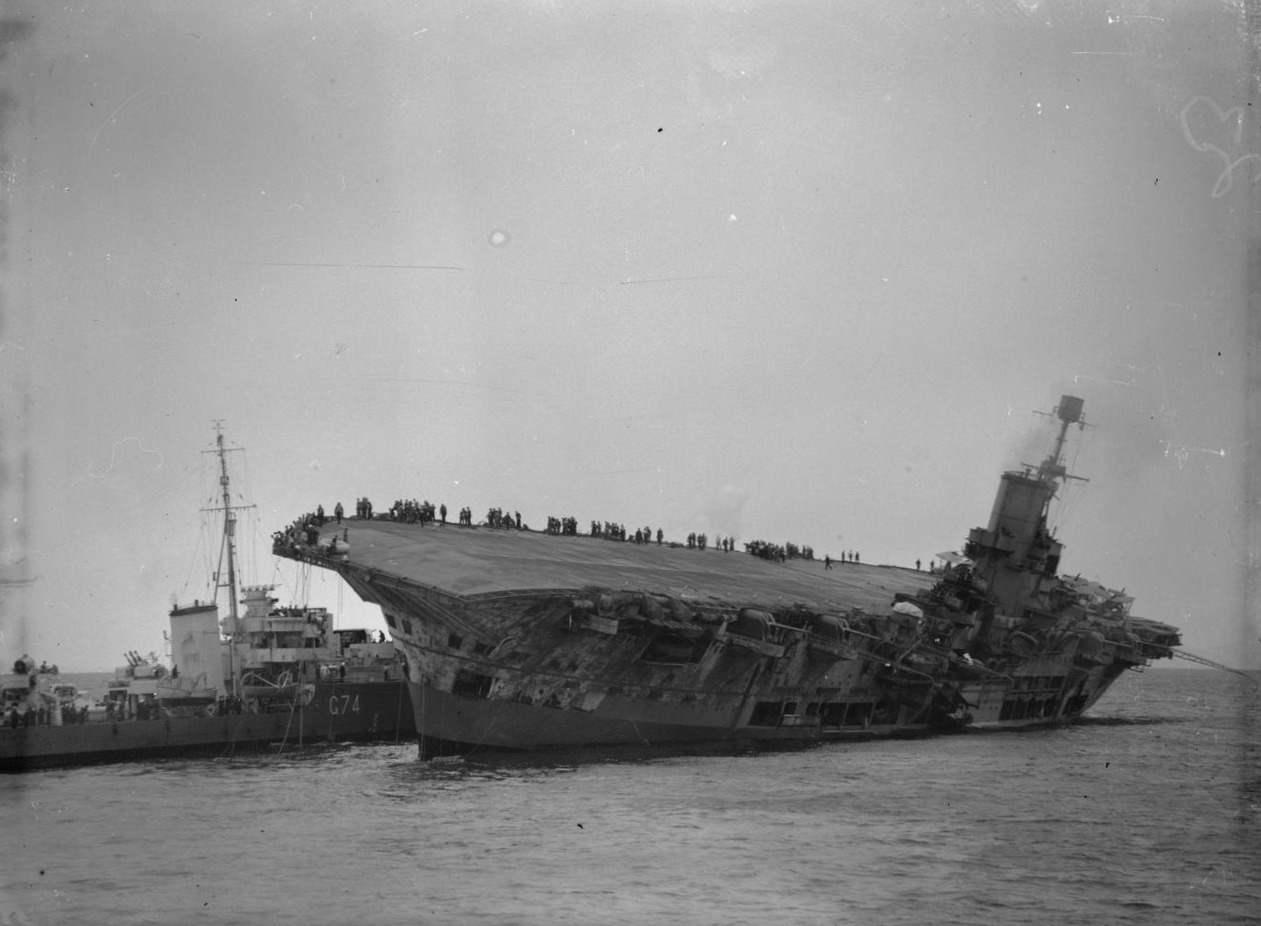
Гибель авианосца «Арк Ройал»

### В Северной Африке
Англичане продолжали успешно проводить караваны на Мальту и в Северную Африку, тогда как авиация и флот, базируясь в Мальте, значительно нарушали коммуникации немецко-итальянских войск в Северной Африке. 

18 ноября 1941 года британские войска перешли в наступление в Северной Африке и овладели всей Киренаикой.
Так как во многом это было следствием господства британцев над коммуникациями в Средиземноморье, Германия перебросила в Средиземное море подводные лодки. 13 ноября 1941 года был торпедирован и на следующий день затонул вблизи Гибралтара авианосец «Арк Ройал». Менее чем через две недели 25 ноября 1941 года немецкая подводная лодка U-331 потопила британский линкор «Барэм». Впереди были новые потери, которые привели к утрате господства британского флота в Средиземноморье. 

Для поддержки действий немецко-итальянских войск в начале декабря 1941 года на Средиземноморье были переброшены дополнительные силы авиации и штаб 2-го воздушного флота генерал-фельдмаршала А. Кессельринга. Авиация подвергла массивной атаке Мальту. 

Восстановление нормального снабжения способствовало усилению немецко-итальянских войск в Северной Африке. 21 января 1942 года они нанесли ответный удар и к 7 февраля вернули себе почти всю Киренаику, однако не смогли захватить Тобрук — важный стратегический пункт.
27 мая 1942 года началось новое наступление немецко-итальянских войск. 8-я британская армия была отброшена в Египет к Эль-Аламейну; 21 июня пал Тобрук. Британский флот ушёл из Александрии в Красное море, в Каире начали сжигать военные архивы.

### На Дальнем Востоке

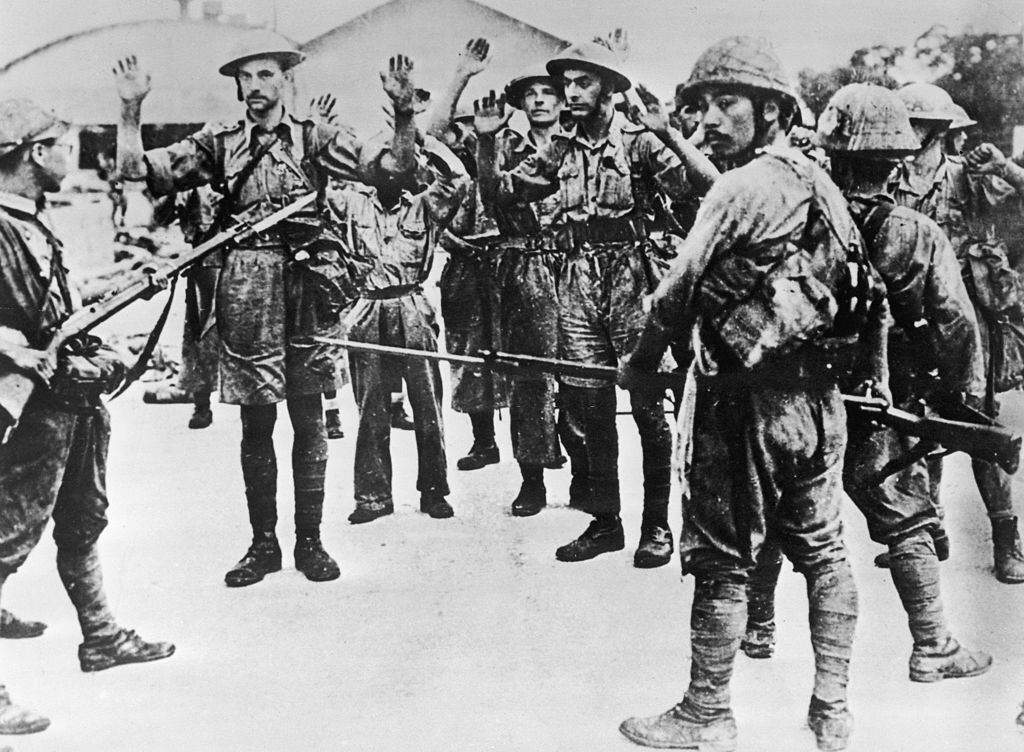
Британские солдаты сдаются японским войскам в Сингапуре

На Дальнем Востоке столкнулись интересы Японии, которая желала развязать себе руки в Китае, и западных держав: США, Великобритании и Нидерландов, которые этому всячески препятствовали. Необходимо также учитывать тот факт, что влиятельные британские доминионы Австралия и Новая Зеландия настороженно относились к японской экспансионистской внешней политике. После того, как США 26 июля 1941 года ввела санкции против Японии, а Великобритания и Нидерланды присоединились к ним, Япония решила направить вектор своей агрессии на юг, против США, британских владений в Юго-Восточной Азии и Голландской Индии.
С целью усиления своих позиций на Дальнем Востоке Великобритания усилила свой Восточный флот линкором «Принс оф Уэльс» и линейным крейсером «Рипалс», которые прибыли в Сингапур 2 декабря.
7 декабря 1941 года Япония нанесла удар по американской военно-морской базе Пёрл-Харбор. На следующий день она объявила войну США и Великобритании. Началось вторжение японских войск в Малайю. 10 декабря у берегов Малайи японская авиация потопила оба прибывших британских корабля, при этом погиб главнокомандующий британским Восточным флотом адмирал Т. Филлипс.
25 декабря пал Гонконг, 15 февраля 1942 года — Сингапур.
В результате захвата Голландской Индии возникла непосредственная угроза Австралии. В это время основные силы австралийской армии находились в составе 8-й британской армии в Египте. В конце февраля 1942 года возникли серьёзные разногласия между британским правительством и правительством Австралии в части дальнейших действий. Австралия всё больше подпадала под влияние США, сюда были направлены американские войска; 17 марта в Австралию прибыл американский главнокомандующий генерал Д. Макартур.

### Англо-американский военный союз
Учитывая, что Германия и Италия объявили 14 декабря 1941 года войну США, окончательно оформились два лагеря противоборствующих сторон: СССР, США, Великобритания с доминионами и некоторые другие страны с одной стороны, и Германия, Италия и Япония, с другой (важное исключение: Япония не объявила войну СССР). 

22 декабря 1941 года в Вашингтоне началась конференция c участием представителей США и Великобритании (конференция «Аркадия») по вопросу совместного ведения войны. Был создан Объединённый англо-американский штаб; британскую миссию возглавил фельдмаршал Д. Дилл. 

4 апреля 1942 года были разделены зоны ответственности США и Великобритании, при этом к зоне ответственности Великобритании отошли Ближний и Средний Восток, а также Индийский океан, к зоне ответственности США — Тихий океан, Китай, Австралия, Новая Зеландия и Япония; Европа и Атлантика составили зону совместной ответственности.

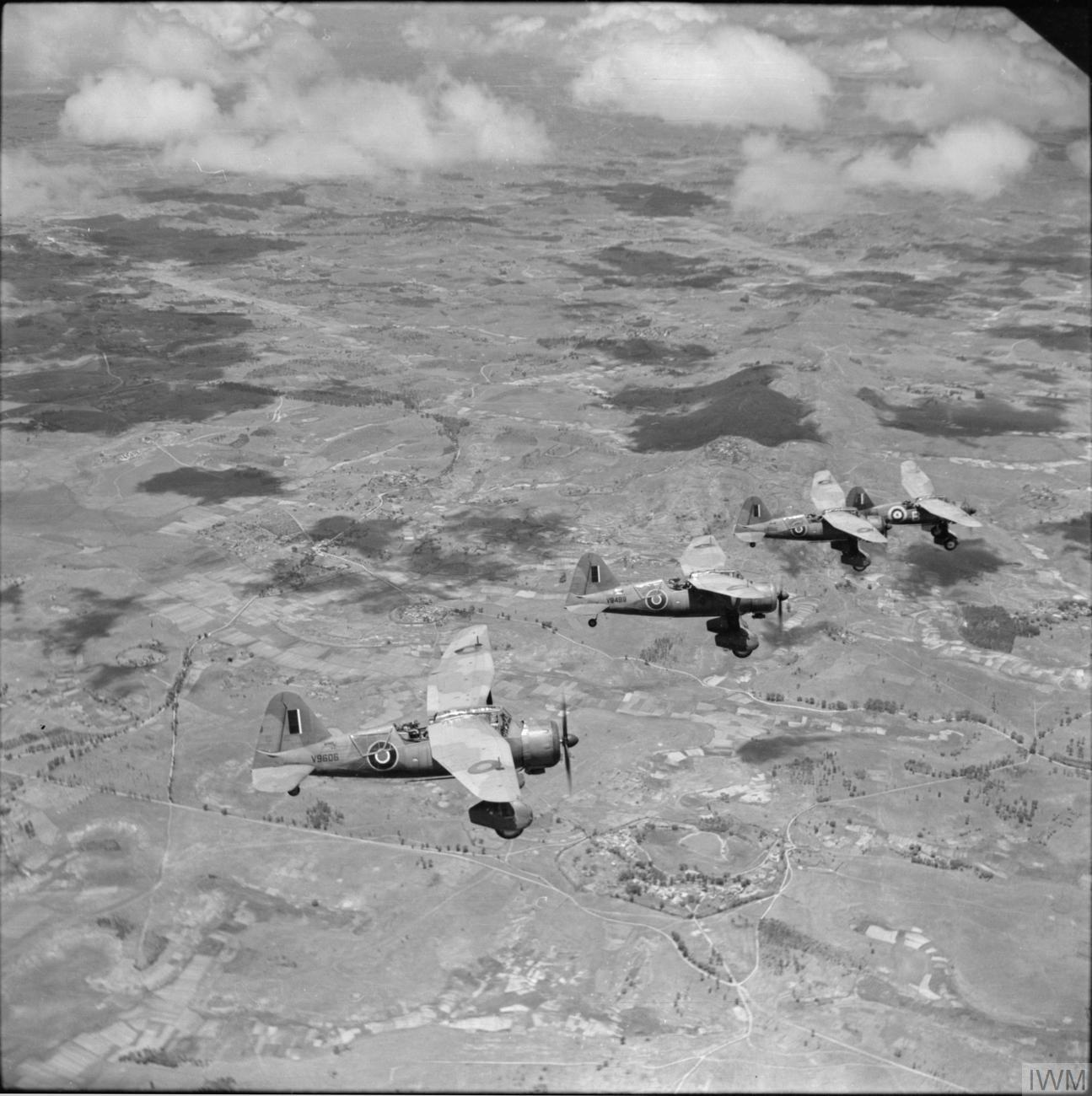
Британские ВВС на Мадагаскаре

### ИндияиИндийский океан
После захвата Сингапура часть японских войск была направлена в Бирму. 8 марта 1942 года они захватили столицу Бирмы Рангун, что создало непосредственную угрозу Индии; в конце апреля они нарушили сухопутную связь британских владений с Китаем. 

В марте-апреле 1942 года японский флот и авиация нанесли удары по Цейлону и нанесли новое поражение британскому Восточному флоту. Наиболее серьёзной потерей для британцев стал авианосец «Гермес», потопленный японскими самолётами 9 апреля 1942 года. Оставшиеся корабли были отведены в Восточную Африку. 

Действие японского подводного флота парализовало судоходство в Индийском океане.
Поражения Англии привели к снижению её престижа в Индии. 22 марта 1942 года специальный представитель британского правительства Р. С. Криппс прибыл в Дели с предложением:

«британское правительство торжественно обязалось предоставить Индии полную независимость в случае, если учредительное собрание потребует этого после войны».
Однако индийский Национальный конгресс отверг эти предложения, так как в них не предусматривалось создание национального правительства в годы войны.
М. Ганди писал в своей газете 10 мая:

«Присутствие британцев в Индии подстрекает Японию вторгнуться в Индию. Их уход уничтожит приманку. Но если даже предполагать, что это не так, то свободная Индия сможет лучше бороться против вторжения…»
В августе 1942 года Всеиндийский комитет Национального конгресса принял резолюцию о начале кампании гражданского неповиновения. В ответ британская администрация арестовала руководство Конгресса. Согласно индийским источникам, организованный британскими властями голод в Бенгалии в ответ на неповиновение британской администрации унёс жизни 3,5 млн человек.
Тем временем британские войска 5-7 мая высадились на Мадагаскаре и к ноябрю 1942 года взяли остров под свой контроль (см. Мадагаскарская операция). 

Япония к тому времени направила вектор своей агрессии на восток, в Коралловое море и на остров Мидуэй. Таким образом, её давление в бассейне Индийского океана уменьшилось.

## Перелом в войне

### Перелом в битве заАтлантику

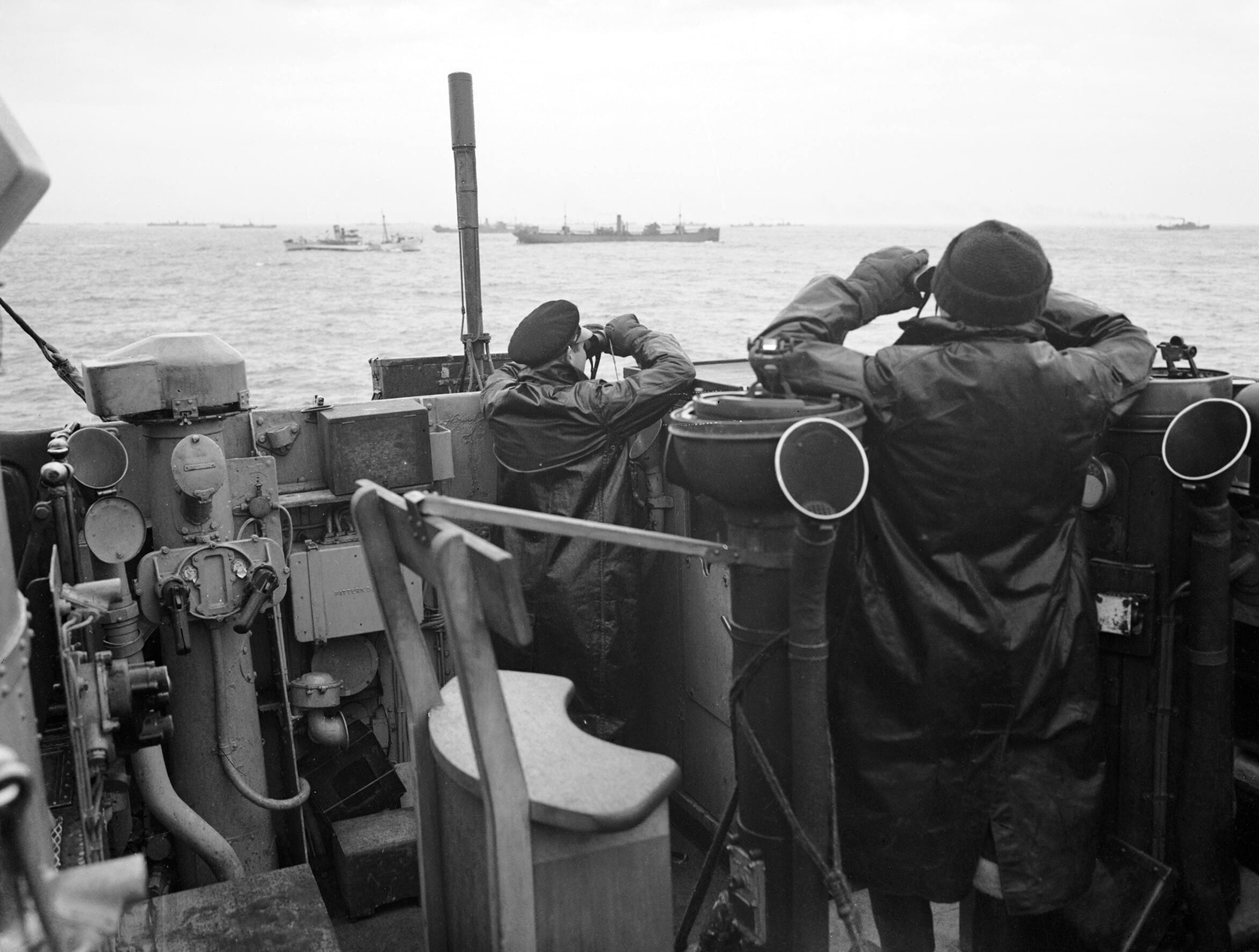
Офицеры на мостике британского эсминца ведут наблюдение

По-прежнему важнейшее значение для Великобритании имело обеспечение устойчивости морских коммуникаций, в первую очередь, в Северной Атлантике. До сих пор потери британского торгового флота, несмотря на все усилия, превышал тоннаж вводимых в строй судов. В мае-октябре 1942 года действия немецких подводных лодок были самыми результативными. Только осенью они были вытеснены из прибрежной зоны западной части Атлантического океана, резко возросли также потери немецких подводных лодок (22 лодки за первое полугодие 1942 года и 66 лодок — за второе). В конце 1942 года потери британского торгового флота стали меньше тоннажа вновь построенных кораблей. 

Однако в феврале-марте 1943 года активность немецкого подводного флота вновь усилилась. Вновь возросли потери торгового флота. 

Только начиная с апреля 1943 года отмечен качественный и количественный рост противолодочных сил союзников, сокращение их потерь в тоннаже и рост потерь немецких подводных лодок, при этом прирост союзного тоннажа стал превышать потери.

### Налёты британской авиации на Германию

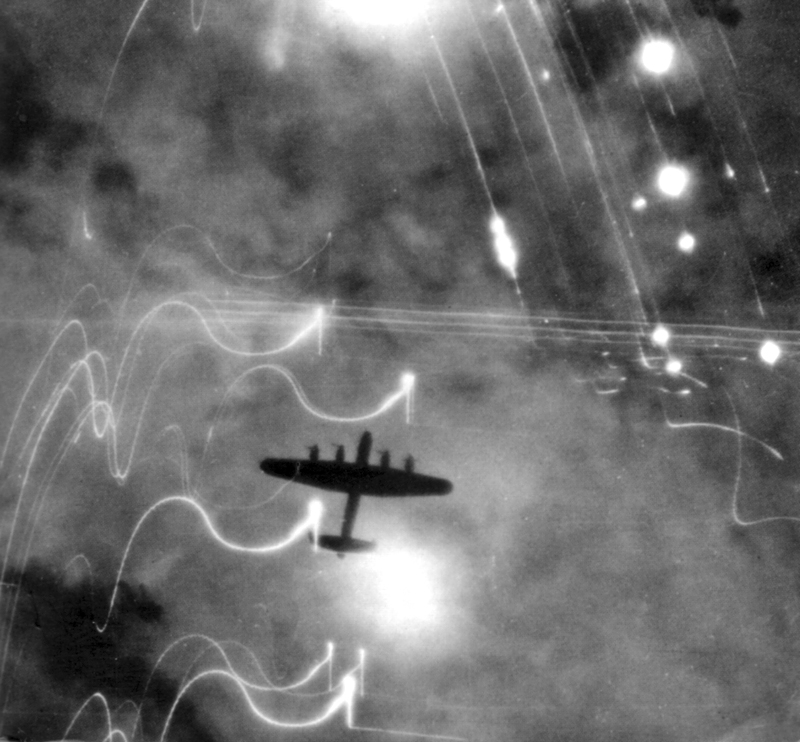
Avro Lancaster над Гамбургом

В марте 1942 года британская авиация начала бомбардировки германских городов. С конца апреля началась переброска в Англию американской авиации, которая в июне 1942 года была сведена в 8-ю воздушную армию. Первый налёт на Германию был ею сделан в августе 1942 года. 

Основное усилие в конце 1942 — начале 1943 годов британская авиация сосредоточила на бомбардировке германских судоверфей, морских объектов и военно-морских баз. С весны 1943 акцент был смещён на бомбардировку промышленных объектов, особенно Рурского района. Действия британской стратегической авиации стали приобретать всё более активный и целеустремлённый характер. 

В связи с возросшим сопротивлением германской ПВО летом 1943 года было принято решение сосредоточить внимание на уничтожение заводов истребительной авиации Германии 

Позже стратегические бомбардировки были подчинены целям подготовки к предстоящей высадке союзных войск во Франции.

### Победа в Северной Африке

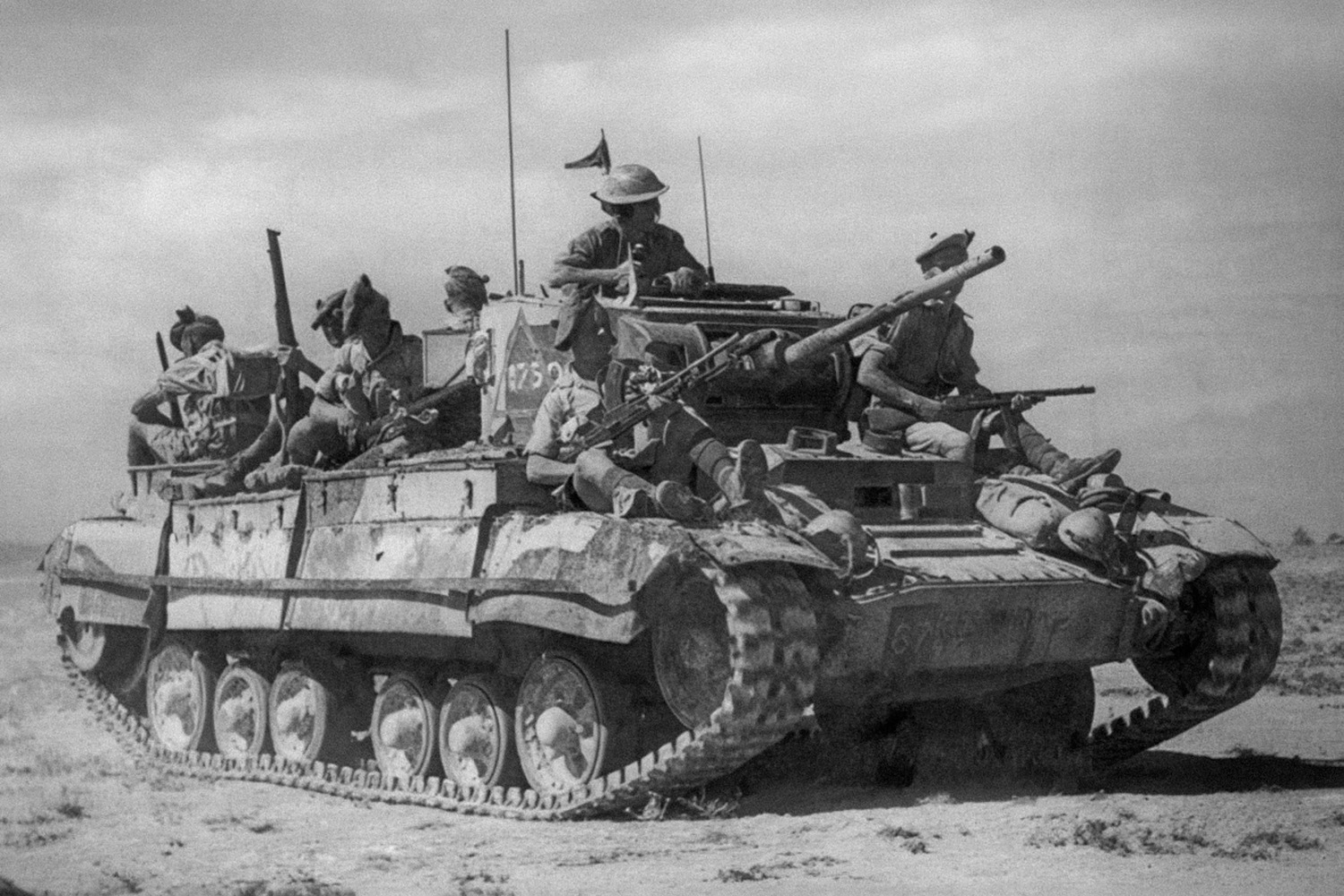
Британский танк Валентайн с пехотой на броне

После поражения в мае-июне 1942 года новым главнокомандующим в Северной Африке был назначен генерал Х. Александер. Новым командующим 8-й британской армией в Египте стал генерал Б. Монтгомери. Предпринятое ими 23 октября наступление у Эль-Аламейна завершилось поражением немецко-итальянских войск. 13 ноября британские войска вернули Тобрук.
Тем временем 8-10 ноября 1942 года в Северной Африке (в Алжире, Оране и Касабланке) высадились американские и британские войска (6 американских и 1 британская дивизии). Французский главнокомандующий вооружёнными силами Виши адмирал Ф. Дарлан отдал приказ о прекращении сопротивления. К концу ноября англо-американские войска заняли Алжир и Марокко и вступили в Тунис, однако были остановлены переброшенными в этот район немецкими и итальянскими войсками.
В январе 1943 года продвижение 8-й британской армии в Ливии продолжилось. 23 января она заняла Триполи и 4 февраля пересекла границы Туниса. 31 января американский генерал Д. Эйзенхауэр объединил под своим командованием все союзные войска в Северной Африке, британский генерал Х. Александер возглавил 18-ю группу армий. В марте 1943 года 1-я и 8-я британские армии возобновили своё продвижение, и 13 мая 1943 года немецко-итальянские войска в Тунисе капитулировали.

### Высадка вИталии

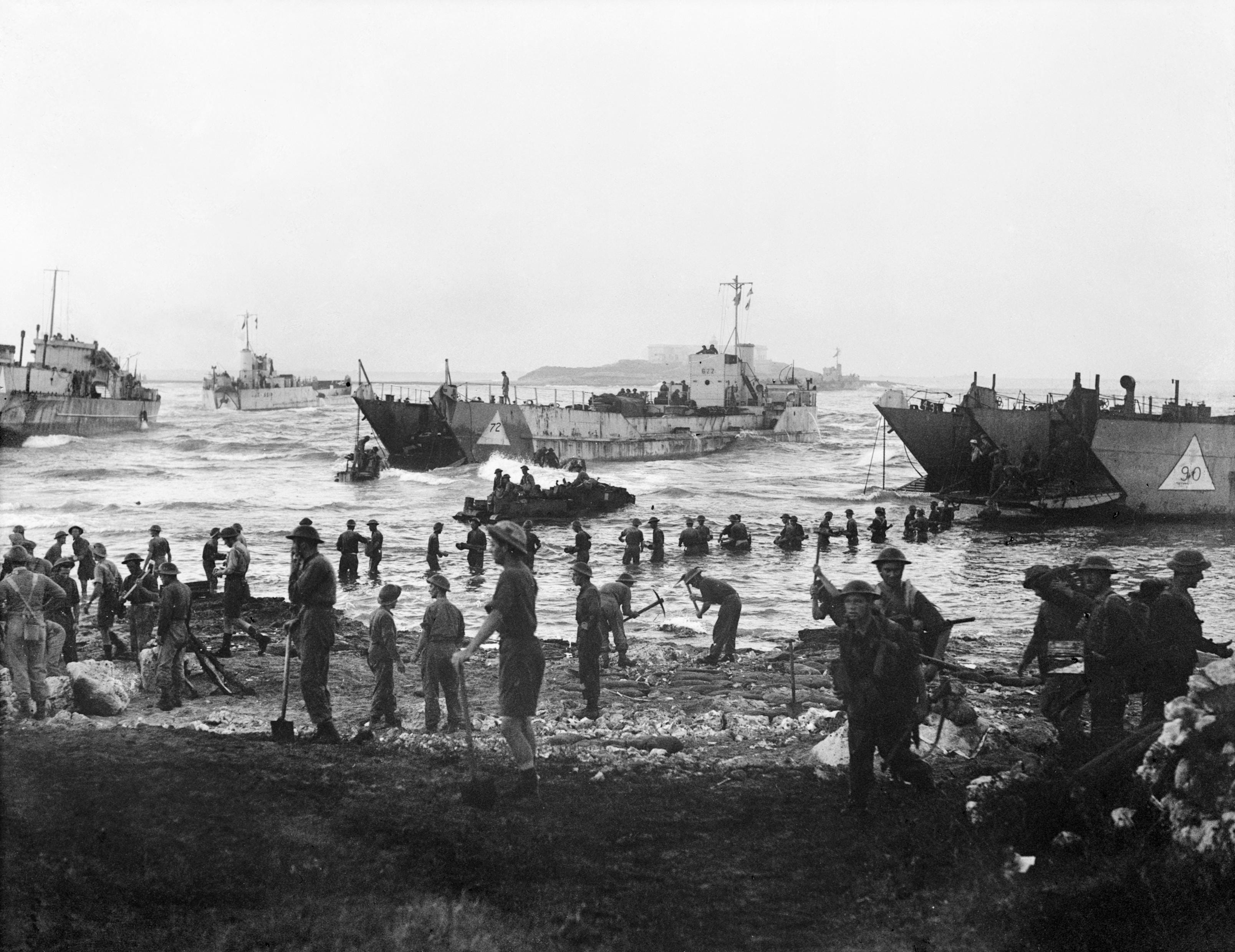
Британские войска на Сицилийском побережье

10 июля 1943 года англо-американские войска, объединённые в 15-ю группу армий, высадились на Сицилии и к середине августа полностью заняли остров, 3 сентября они высадились на юге Апеннинского полуострова, что привело к падению правительства Б. Муссолини и выходу Италии из войны. 

В ответ немецкие войска разоружили почти всю итальянскую армию и заняли большую часть страны. К началу ноября они отошли на подготовленные оборонительные позиции на реке Гарильяно и реке Сангро. Попытки англо-американских войск прорвать оборону не увенчались успехом.
В декабре 1943 года зоны ответственности США и Великобритании в Европе были разделены: Верховным командующим союзными войсками на северо-западе Европы стал американский генерал Д. Эйзенхауэр, Верховным командующим союзными войсками в Средиземноморье — британский генерал Г. Уилсон.

### На Бирманском фронте

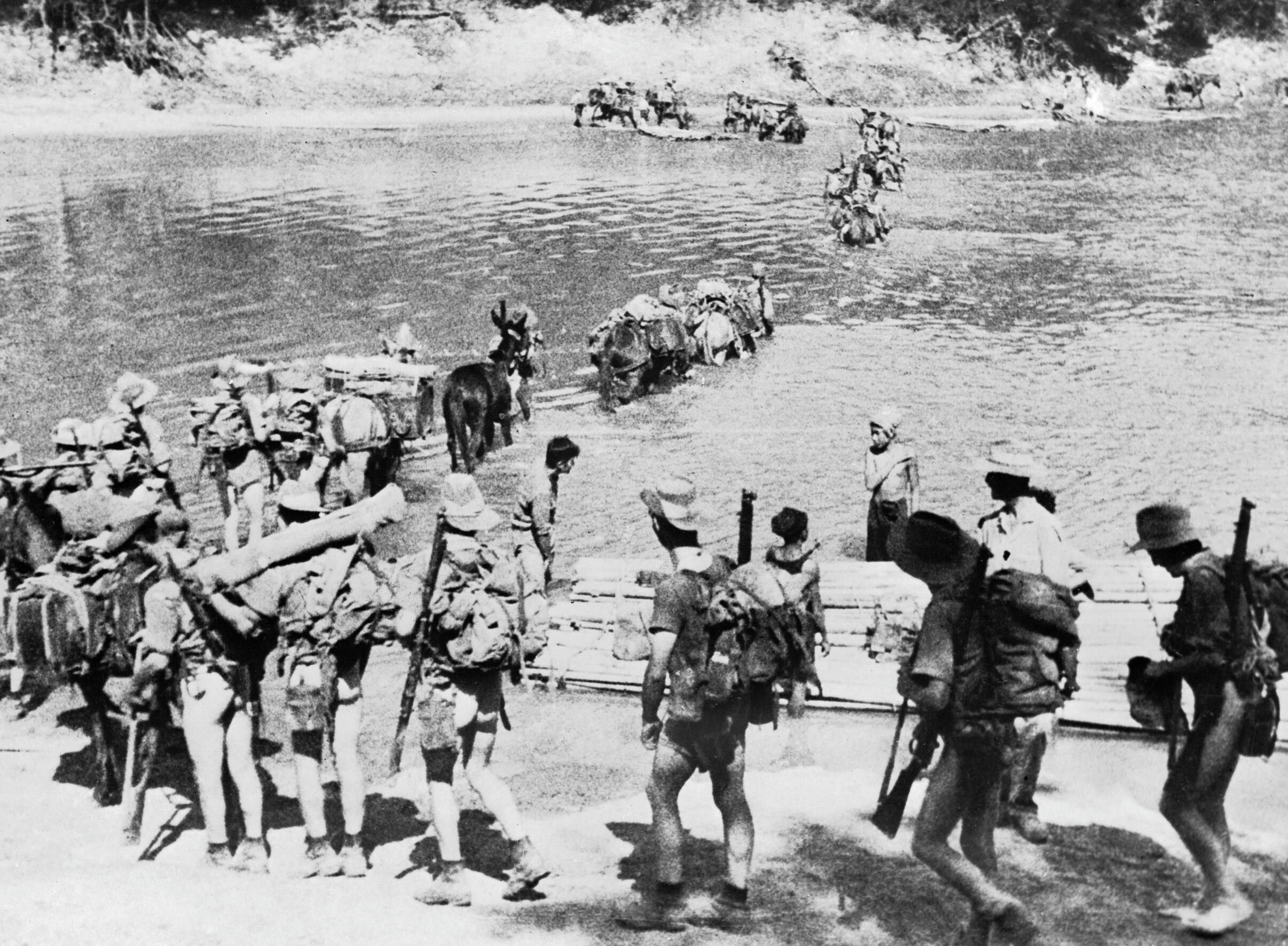
Чиндиты переправляются через реку

После отступления остатков англо-индийских войск из Бирмы в Индию английский главнокомандующий генерал А. Уэйвелл предпринял реорганизацию индийской армии. Воспользовавшись отсутствием активных боевых действий, он занялся срочным формированием и подготовкой новых соединений, были созданы индийские ВВС.
Однако предпринятое в конце 1942 года наступление в Бирме завершилось неудачей. Не привели к успеху и две наступательные операции в начале 1943 года на Араканском побережье и в Центральной Бирме. 

Таким образом, в боевых действиях в Бирме не было достигнуто решающего успеха. Основные сражения в 1942-43 годах происходили между Японией и США на Тихом океане.

## Победа над Германией
С 22 июня 1941 года основные силы вермахта сражались на Восточном фронте против СССР. Советский Союз настаивал на открытии второго фронта против Германии в Европе. Однако У. Черчилль всеми силами оттягивал высадку во Франции. В итоге она не состоялась ни в 1942 году, ни в 1943 году.

### Освобождение Франции

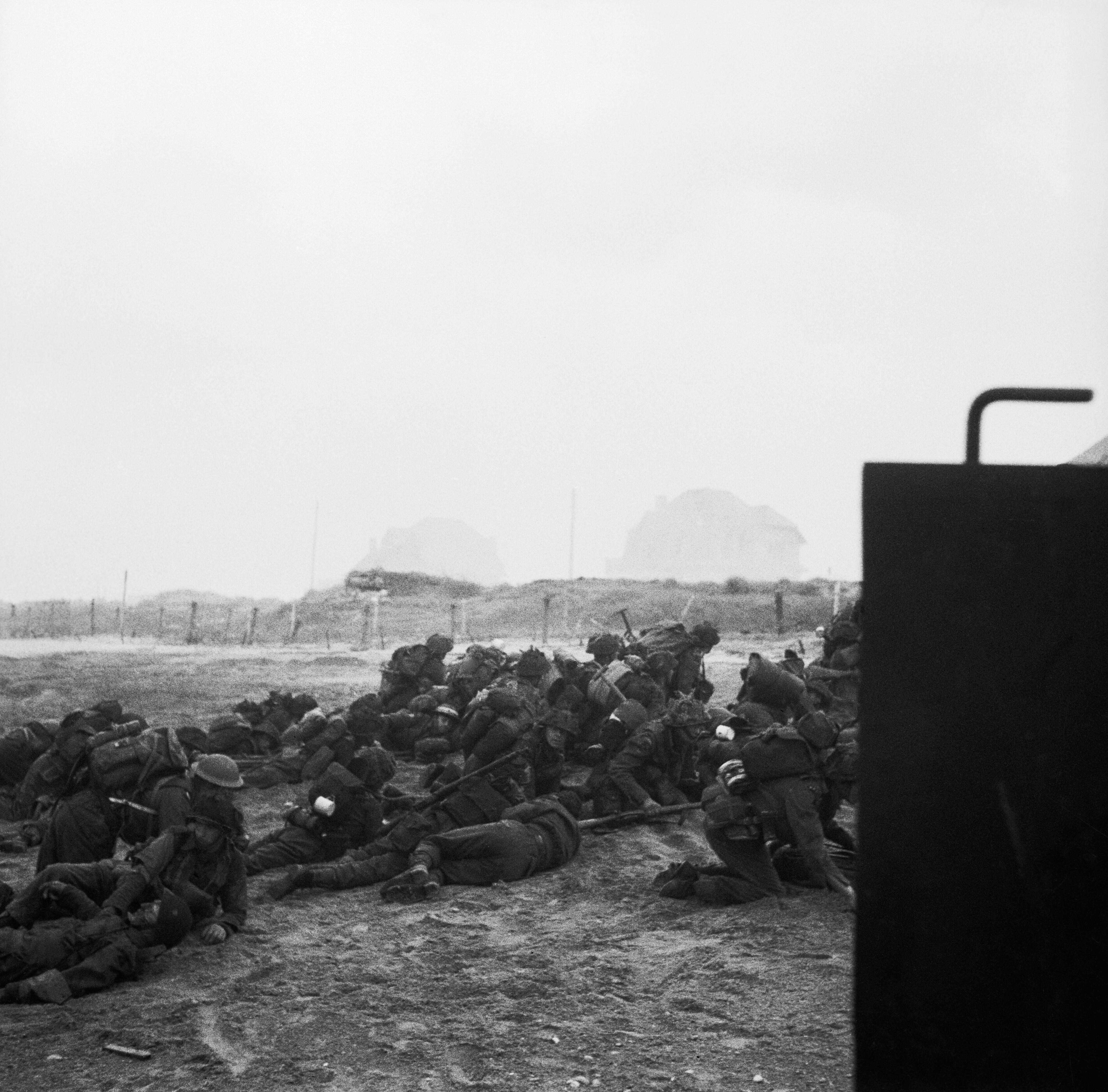
Британские войска высаживаются на побережье Нормандии

6 июня 1944 года началась высадка англо-американских войск во Франции. Успеху десантной операции способствовало полное господство англо-американского флота и авиации. 

25 июля началось наступление союзных войск в северо-западной Франции. К этому времени были сосредоточены силы 1-й американской, 2-й британской и 1-й канадской армий; вскоре в бой вступила 3-я американская армия. Общее руководство сухопутными войсками осуществлял британский генерал Б. Монтгомери, Верховное командование союзными войсками оставалось за американским генералом Д. Эйзенхауэром. 

К концу августа немецкие войска на севере Франции потерпели тяжёлое поражение.
Высадка союзных (американских и французских) войск на юге Франции 15 августа заставила немецкие войска покинуть юг страны. 

К 10 сентября 1944 года союзные войска, наступавшие с севера и с юга Франции, соединились.

### Удары Фау-1 и Фау-2 по Лондону
С июня 1944 года Лондон подвергался ударам немецких самолётов-снарядов Фау-1, с сентября 1944 года к ним добавились баллистические ракеты Фау-2. 3200 Фау-1 упали на британской территории, из них 2419 достигли Лондона, вызвав потери в 6184 человек убитыми и 17 981 ранеными. Пуск 2000 ракет Фау-2, направленных за семь месяцев для разрушения Лондона, привёл к гибели свыше 2700 человек.

### Положение наБалканах
В результате разгрома Румынии (в августе 1944 года), оккупации Болгарии (в сентябре), продвижения советских войск в Югославию и Венгрию (в сентябре—октябре) влияние СССР на Балканах возросло. Это не могло не обеспокоить правительство Великобритании. 

У. Черчилль вспоминал, как на англо-советской конференции в Москве в октябре 1944 года он обратился к Сталину:

«Давайте урегулируем наши дела на Балканах… Согласны ли вы на то, чтобы занимать преобладающее положение на 90 % в Румынии, на то, чтобы мы занимали также преобладающее положение на 90 % в Греции и пополам — в Югославии? Пока это переводилось, я взял пол-листа бумаги и написал: 

Румыния 

СССР — 90 % 

Другие — 10 % 

Греция 

Великобритания (в согласии США) — 90 % 

СССР — 10 % 

Югославия 50 : 50 % 

Венгрия 50 : 50 % 

Болгария 

СССР — 75 % 

Другие — 25 %…» 

Сталин согласился с предложениями Черчилля.
Опасаясь усиления коммунистического влияния в Греции, У. Черчилль настоял на высадке в Греции британских войск, которая началась 4 октября 1944 года. 

Однако греческое коммунистическое движение подняло восстание, которое охватило всю столицу. Дело дошло до прямого столкновения британских солдат и греческих коммунистов. В декабре в Грецию из Италии прибыл фельдмаршал Х. Александер, который вскоре сменил Уилсона на посту Верховного командующего на Средиземноморье. К середине января 1945 года британские войска взяли под контроль всю Аттику. 11 января было подписано перемирие, по которому прокоммунистические вооружённые силы были распущены. 

Эти события получили неблагоприятный для Великобритании отклик в мире, в том числе в США. Однако И. В. Сталин воздержался от вмешательства.

### Нарастание разногласий между Великобританией и СССР
В то время как вопрос о влиянии на Балканах был решён достаточно быстро, по крайней мере на бумаге, первым большим камнем преткновения в отношениях между западными союзниками, в первую очередь Великобританией, и СССР, стал вопрос о Польше. Основные разногласия вызвал принцип формирования польского правительства. Советская сторона настаивала на создании по сути марионеточного просоветского правительства, лояльность которого должна быть гарантией от продолжения политики, проводившейся до войны. 

Ялтинская конференция союзников в феврале 1945 года не решила окончательно этот вопрос.
У. Черчилль писал в своих мемуарах:

По мере того, как война, которую ведёт коалиция, подходит к концу, политические вопросы приобретают всё более важное значение… Уничтожение военной мощи Германии повлекло за собой коренное изменение отношений между коммунистами Советского Союза и западными демократиями. Решающие практические вопросы стратегии и политики… сводились к тому, что:
- во-первых, Советский Союз стал смертельной угрозой для свободного мира;
- во-вторых, надо немедленно создать новый фронт против её стремительного продвижения;
- в-третьих, этот фронт в Европе должен уходить как можно дальше на Восток;
- в-четвёртых, главная и подлинная цель англо-американских армий — Берлин;
- в-пятых, освобождение Чехословакии и вступление американских войск в Прагу имеет важнейшее значение;
- в-шестых, Вена, и по существу вся Австрия, должна управляться западными державами, по крайней мере, на равной основе с Советским Союзом;
- в-седьмых, необходимо обуздать агрессивные притязания маршала Тито в отношении Италии;
- наконец — и это самое главное, — урегулирование между Западом и Востоком по всем основным вопросам, касающимся Европы, должно быть достигнуто до того, как армии демократии уйдут или западные союзники уступят какую-либо часть германской территории, которую они завоевали…

Однако Черчилль не нашёл поддержки у американских союзников, которые играли всё более определяющую роль в англо-американском союзе.

### Вторжение в Германию

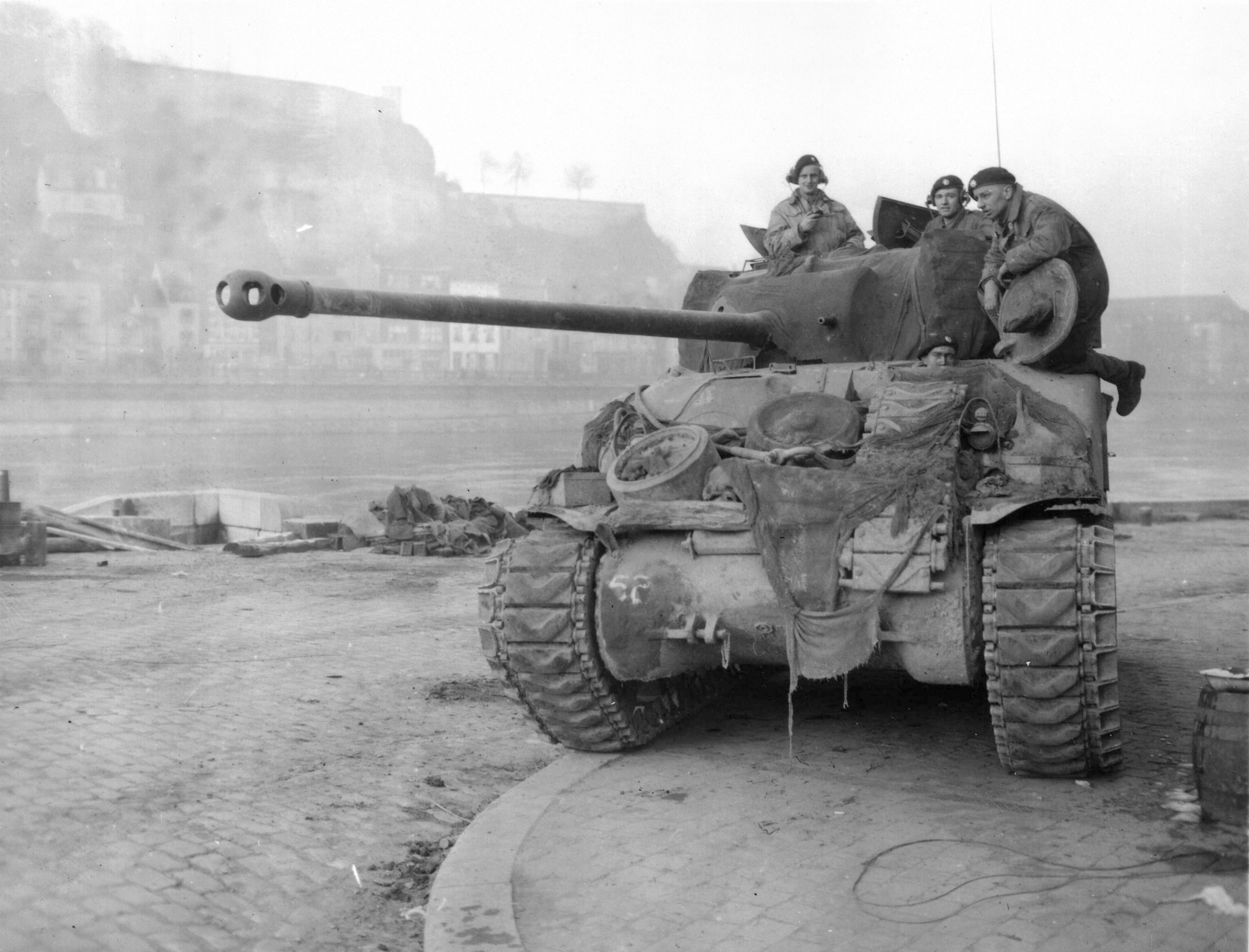
Британский танк Шерман Файрфлай в Намюре

16 декабря 1944 года немецкие войска перешли в генеральное наступление в Арденнах. 

22 декабря 3-я американская армия под командованием генерала Дж. Паттона начала контрнаступление на немецкий выступ с юга, и атаковала его с южного фланга, поставив немцев под угрозу окружения. Погода в Арденнах улучшилась и авиация союзников начала бомбить позиции немецких войск и их линии снабжения. 24 декабря американские и британские войска остановили наступление противника на подступах к реке Маас.
К 24 декабря в результате сопротивления англо-американских войск немецкое наступление окончательно выдохлось и немецкие войска начали отступать на исходные позиции.
Немецкое наступление в Арденнах как стратегическая операция закончилось полным провалом. Стратегическая инициатива безвозвратно перешла к союзникам и они начали наступать на Германию.

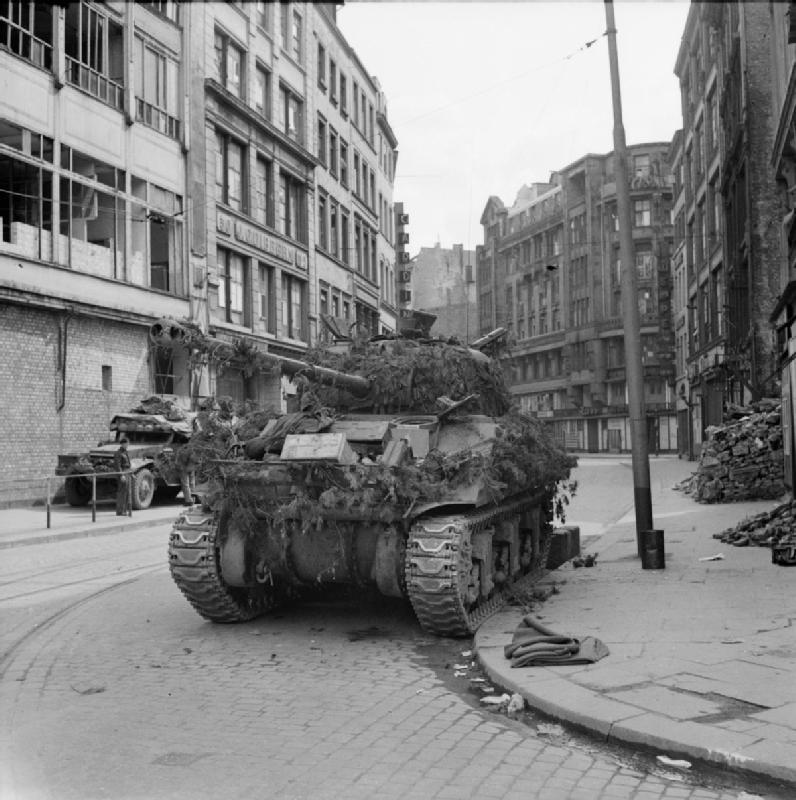
Британский танк в Гамбурге

В начале 1945 года британская авиация возобновила воздушные налёты на германские города с целью терроризировать население и посеять панику среди гражданского населения и беженцев. В середине февраля состоялся опустошительный налёт на Дрезден, который практически стёр с лица земли центр города (см. Бомбардировка Дрездена).
В феврале-марте 1945 года союзные британские, американские и французские войска отбросили немецкие войска за Рейн. У. Черчилль настаивал на быстрейшем продвижении на Берлин. Однако Верховный командующий союзными войсками в Европе генерал Д. Эйзенхауэр собирался продолжить наступление вдоль оси Эрфурт—Лейпциг—Дрезден и на Регенсбург—Линц. Он не собирался вступать с советской армией в гонку за Берлин. 

2 мая после штурма столица Германии Берлин был взят советскими войсками.

### Окончание войны в Италии
Тяжёлая и кровопролитная кампания в Италии продолжалась с сентября 1943 года до самого конца войны. 4 июня 1944 года союзные войска вступили в Рим и к 15 августа вышли на укреплённую линию юго-восточнее Римини, Флоренция, река Арно. 

Однако предпринятое наступление осенью 1944 года не увенчалось успехом. 

Только 9 апреля 1945 года новое наступление союзных войск привело к прорыву немецкого фронта. 

2 мая 1945 года Верховный командующий союзными войсками в Средиземноморье фельдмаршал Х. Александер принял капитуляцию немецкой группы армий «C».

### Окончание войны вГермании
Британские войска продвигались в Германию на северном фланге союзного фронта. 

4 мая 1945 года немецкие войска на северо-западе капитулировали перед 21-й группой армий фельдмаршала Б. Монтгомери, которая оккупировала Данию, Шлезвиг-Гольштейн и часть Мекленбурга. 

В ночь на 7 мая в ставке Д. Эйзенхауэра в Реймсе генерал А. Йодль от имени германского командования подписал акт о безоговорочной капитуляции Германии. Советская сторона выразила категорический протест против таких односторонних действий, и 8 мая в предместье Берлина Карлхорсте в присутствии представителей СССР, США, Великобритании и Франции был подписан акт о безоговорочной капитуляции вооружённых сил Германии.
Однако в зоне британской оккупации немецкими войсками продолжали командовать немецкие генералы: Г. Линдеман в Дании, Г. Блюментритт в северо-западной Германии и Й. Бласковиц в Голландии и к западу от реки Везер. В Норвегии немецкие войска сдали оружие, при этом не были признаны военнопленными и сохранили свою структуру. Как писал Черчилль в своих мемуарах,

«В моих глазах советская угроза уже заменила нацистского врага».
Только 23 мая по требованию СССР и США британские власти арестовали германское правительство во главе с гросс-адмиралом К. Дёницем.

## Победа над Японией

### Победа в Бирме

Британская морская пехота высаживается на побережье

В августе 1943 года было создано Объединённое командование союзных войск в Юго-Восточной Азии во главе с британским адмиралом лордом Маунтбеттеном. В декабре 1943 года 14-ю индо-британскую армию возглавил генерал У. Слим.
В марте-июле 1944 года британцам удалось отразить японское наступление в районе Импхала, затем в результате контрнаступления 14-я индо-британская армия заняла Северную Бирму, в феврале 1945 года форсировала реку Иравади и в марте под Мейтхилой нанесла новое поражение японцам, после чего 2 мая заняла столицу Бирмы Рангун.

### На Дальнем Востоке
Великобритания хотела участвовать во всё большем числе кампаний завершающего периода войны. В ноябре 1944 года был сформирован британский Тихоокеанский флот. В марте 1945 года он развернул операции на Тихом океане под главным командованием американского адмирала Эрнеста Кинга.
Однако Япония капитулировала гораздо раньше, чем британские войска прибыли на Дальний Восток. Таким образом, в завершающей стадии войны принимали участие только британский флот и объединённые силы Австралии и Новой Зеландии.

## Итоги войны
Основным итогом войны с точки зрения Великобритании стало сохранение независимости страны. В то же время, Великобритания израсходовала на войну более половины своих иностранных капиталовложений, внешний долг к концу войны достиг 3 млрд фунтов стерлингов. Она крайне нуждалась во внешней помощи для своего восстановления. Многие международные рынки были ею утеряны. Таким образом, Великобритания утратила роль мирового лидера, а в первый ряд сверхдержав вышли США и СССР.
К итогам Второй мировой войны можно отнести распад Британской империи. Падение престижа Британской империи в период неудач дорого ей обошлось. В послевоенный период большая часть британских колоний обрела независимость, хотя определённые связи с бывшей метрополией сохраняются в рамках Содружества.
Потери и расходы во время войны привели к огромному дефициту платёжного баланса. Заграничные капиталовложения сократились на четверть. Торговый флот сократился более чем на четверть, а доход от него в послевоенные годы в реальном выражении так и не достиг довоенного уровня. Дефицит платёжного баланса на долгие годы стал хроническим.
Приходилось экономить, и уже в начале 1948 года был запрещён рост заработной платы, несмотря на рост цен и налогов. В 1949 году были отменены школьные бесплатные завтраки и бесплатный проезд школьников в автобусах.
После войны производство в Великобритании стало расти, главным образом за счёт наукоёмких отраслей промышленности: электроники и, в частности, производства ЭВМ, самолётостроения, производства реактивных двигателей, химии. В первые послевоенные годы Великобритания производила до 2/3 всех автомобилей Западной Европы. Всё это имело на мировом рынке большой спрос.
В 1948 году общий индекс промышленной продукции достиг довоенного уровня. Великобритания восстановила свою долю в мировом экспорте.
Послевоенное лейбористское правительство отменило антипрофсоюзный закон 1927 года, ввело новую систему здравоохранения, социального страхования и ограничило права Палаты лордов, которая впредь могла задержать принятие закона не более чем на год.
Зарплата женщин в послевоенный период составляла 52-55 % от зарплаты мужчин.
Нормирование продуктов после войны не только не было отменено, но и было распространено на хлеб (июнь 1946 г.) и на картофель (ноябрь 1947 г.), чего не было даже во время войны. Нормы отпуска продуктов по карточкам были сокращены. Карточки на продукты сохранялись вплоть до 1954 года.

## Потери
По данным У. Черчилля, вооружённые силы Великобритании за годы Второй мировой войны потеряли убитыми и пропавшими без вести 303 240 человек, а вместе с доминионами, Индией и колониями — 412 240 человек. 

Потери гражданского населения составили 67 100 человек, потери рыболовецкого и торгового флота — 30 000 человек.
Согласно двенадцатитомной «Истории Второй мировой войны», потери Великобритании во Второй мировой войне составили 450 000 человек.